# Llista d'asteroides (341001-342000)
Llista d'asteroides del 341.001 al 342.000, amb data de descoberta i descobridor. És un fragment de la llista d'asteroides completa. Als asteroides se'ls dona un número quan es confirma la seva òrbita, per tant apareixen llistats aproximadament segons la data de descobriment.

## 341001-341100
| Nom    | Designació provisional | Data de descobriment | Lloc de descobriment | Descobridor/s             |
| ------ | ---------------------- | -------------------- | -------------------- | ------------------------- |
| 341001 | 2007 FP2               | 16 de març de 2007   | Catalina             | CSS                       |
| 341002 | 2007 FP16              | 27 de gener de 2007  | Mount Lemmon         | Mt. Lemmon Survey         |
| 341003 | 2007 FO20              | 16 de març de 2007   | Mount Lemmon         | Mt. Lemmon Survey         |
| 341004 | 2007 FB23              | 20 de març de 2007   | Kitt Peak            | Spacewatch                |
| 341005 | 2007 FD24              | 20 de març de 2007   | Kitt Peak            | Spacewatch                |
| 341006 | 2007 FY24              | 20 de març de 2007   | Kitt Peak            | Spacewatch                |
| 341007 | 2007 FU27              | 20 de març de 2007   | Mount Lemmon         | Mt. Lemmon Survey         |
| 341008 | 2007 FH30              | 20 de març de 2007   | Mount Lemmon         | Mt. Lemmon Survey         |
| 341009 | 2007 FC31              | 20 de març de 2007   | Kitt Peak            | Spacewatch                |
| 341010 | 2007 FT31              | 20 de març de 2007   | Kitt Peak            | Spacewatch                |
| 341011 | 2007 FY33              | 25 de març de 2007   | Mount Lemmon         | Mt. Lemmon Survey         |
| 341012 | 2007 FF34              | 25 de març de 2007   | Mount Lemmon         | Mt. Lemmon Survey         |
| 341013 | 2007 FL34              | 25 de març de 2007   | Catalina             | CSS                       |
| 341014 | 2007 FN39              | 9 d'octubre de 2005  | Kitt Peak            | Spacewatch                |
| 341015 | 2007 FG44              | 16 de març de 2007   | Mount Lemmon         | Mt. Lemmon Survey         |
| 341016 | 2007 FV47              | 19 de març de 2007   | Mount Lemmon         | Mt. Lemmon Survey         |
| 341017 | 2007 FZ48              | 26 de març de 2007   | Mount Lemmon         | Mt. Lemmon Survey         |
| 341018 | 2007 GX                | 16 de març de 2007   | Catalina             | CSS                       |
| 341019 | 2007 GA2               | 9 d'abril de 2007    | Lumezzane            | Lumezzane                 |
| 341020 | 2007 GS2               | 10 de març de 2007   | Mount Lemmon         | Mt. Lemmon Survey         |
| 341021 | 2007 GS6               | 7 d'abril de 2007    | Mount Lemmon         | Mt. Lemmon Survey         |
| 341022 | 2007 GW6               | 7 d'abril de 2007    | Mount Lemmon         | Mt. Lemmon Survey         |
| 341023 | 2007 GX6               | 7 d'abril de 2007    | Mount Lemmon         | Mt. Lemmon Survey         |
| 341024 | 2007 GF8               | 13 de març de 2007   | Kitt Peak            | Spacewatch                |
| 341025 | 2007 GZ10              | 11 d'abril de 2007   | Kitt Peak            | Spacewatch                |
| 341026 | 2007 GK15              | 11 d'abril de 2007   | Mount Lemmon         | Mt. Lemmon Survey         |
| 341027 | 2007 GP16              | 11 d'abril de 2007   | Kitt Peak            | Spacewatch                |
| 341028 | 2007 GZ16              | 11 d'abril de 2007   | Kitt Peak            | Spacewatch                |
| 341029 | 2007 GT18              | 11 d'abril de 2007   | Kitt Peak            | Spacewatch                |
| 341030 | 2007 GC19              | 11 d'abril de 2007   | Kitt Peak            | Spacewatch                |
| 341031 | 2007 GR20              | 11 d'abril de 2007   | Mount Lemmon         | Mt. Lemmon Survey         |
| 341032 | 2007 GM21              | 11 d'abril de 2007   | Mount Lemmon         | Mt. Lemmon Survey         |
| 341033 | 2007 GQ21              | 11 d'abril de 2007   | Mount Lemmon         | Mt. Lemmon Survey         |
| 341034 | 2007 GD27              | 14 d'abril de 2007   | Kitt Peak            | Spacewatch                |
| 341035 | 2007 GY33              | 11 d'abril de 2007   | Siding Spring        | Siding Spring Survey      |
| 341036 | 2007 GA36              | 14 d'abril de 2007   | Kitt Peak            | Spacewatch                |
| 341037 | 2007 GU39              | 14 d'abril de 2007   | Kitt Peak            | Spacewatch                |
| 341038 | 2007 GM42              | 14 d'abril de 2007   | Kitt Peak            | Spacewatch                |
| 341039 | 2007 GZ46              | 14 d'abril de 2007   | Kitt Peak            | Spacewatch                |
| 341040 | 2007 GP47              | 14 d'abril de 2007   | Mount Lemmon         | Mt. Lemmon Survey         |
| 341041 | 2007 GS53              | 14 d'abril de 2007   | Kitt Peak            | Spacewatch                |
| 341042 | 2007 GX59              | 15 d'abril de 2007   | Kitt Peak            | Spacewatch                |
| 341043 | 2007 GC63              | 15 d'abril de 2007   | Kitt Peak            | Spacewatch                |
| 341044 | 2007 GP65              | 15 d'abril de 2007   | Kitt Peak            | Spacewatch                |
| 341045 | 2007 GF67              | 15 d'abril de 2007   | Kitt Peak            | Spacewatch                |
| 341046 | 2007 GT68              | 15 d'abril de 2007   | Mount Lemmon         | Mt. Lemmon Survey         |
| 341047 | 2007 GF70              | 15 d'abril de 2007   | Mount Lemmon         | Mt. Lemmon Survey         |
| 341048 | 2007 GG71              | 15 d'abril de 2007   | Catalina             | CSS                       |
| 341049 | 2007 HE                | 13 de març de 2007   | Mount Lemmon         | Mt. Lemmon Survey         |
| 341050 | 2007 HZ                | 18 d'abril de 2007   | Mount Lemmon         | Mt. Lemmon Survey         |
| 341051 | 2007 HN1               | 16 d'abril de 2007   | Socorro              | LINEAR                    |
| 341052 | 2007 HW1               | 16 d'abril de 2007   | Mount Lemmon         | Mt. Lemmon Survey         |
| 341053 | 2007 HS2               | 16 d'abril de 2007   | Mount Lemmon         | Mt. Lemmon Survey         |
| 341054 | 2007 HC4               | 18 d'abril de 2007   | Kitt Peak            | Spacewatch                |
| 341055 | 2007 HT5               | 16 d'abril de 2007   | Catalina             | CSS                       |
| 341056 | 2007 HC8               | 18 d'abril de 2007   | Mount Lemmon         | Mt. Lemmon Survey         |
| 341057 | 2007 HE8               | 18 d'abril de 2007   | Mount Lemmon         | Mt. Lemmon Survey         |
| 341058 | 2007 HR12              | 19 d'abril de 2007   | Kitt Peak            | Spacewatch                |
| 341059 | 2007 HQ13              | 19 d'abril de 2007   | Mount Lemmon         | Mt. Lemmon Survey         |
| 341060 | 2007 HF21              | 18 d'abril de 2007   | Kitt Peak            | Spacewatch                |
| 341061 | 2007 HO21              | 18 d'abril de 2007   | Socorro              | LINEAR                    |
| 341062 | 2007 HW24              | 18 d'abril de 2007   | Kitt Peak            | Spacewatch                |
| 341063 | 2007 HM28              | 19 d'abril de 2007   | Anderson Mesa        | LONEOS                    |
| 341064 | 2007 HU33              | 19 d'abril de 2007   | Kitt Peak            | Spacewatch                |
| 341065 | 2007 HL37              | 20 d'abril de 2007   | Kitt Peak            | Spacewatch                |
| 341066 | 2007 HK43              | 22 d'abril de 2007   | Mount Lemmon         | Mt. Lemmon Survey         |
| 341067 | 2007 HD46              | 19 d'abril de 2007   | Lulin                | LUSS                      |
| 341068 | 2007 HN46              | 20 d'abril de 2007   | Anderson Mesa        | LONEOS                    |
| 341069 | 2007 HE51              | 20 d'abril de 2007   | Kitt Peak            | Spacewatch                |
| 341070 | 2007 HR52              | 20 d'abril de 2007   | Kitt Peak            | Spacewatch                |
| 341071 | 2007 HA53              | 20 d'abril de 2007   | Kitt Peak            | Spacewatch                |
| 341072 | 2007 HW53              | 22 d'abril de 2007   | Kitt Peak            | Spacewatch                |
| 341073 | 2007 HJ56              | 22 d'abril de 2007   | Kitt Peak            | Spacewatch                |
| 341074 | 2007 HN62              | 22 d'abril de 2007   | Mount Lemmon         | Mt. Lemmon Survey         |
| 341075 | 2007 HE67              | 22 d'abril de 2007   | Mount Lemmon         | Mt. Lemmon Survey         |
| 341076 | 2007 HG69              | 24 d'abril de 2007   | Mount Lemmon         | Mt. Lemmon Survey         |
| 341077 | 2007 HA75              | 14 d'abril de 2007   | Kitt Peak            | Spacewatch                |
| 341078 | 2007 HK75              | 22 d'agost de 2004   | Kitt Peak            | Spacewatch                |
| 341079 | 2007 HK83              | 23 d'abril de 2007   | Kitt Peak            | Spacewatch                |
| 341080 | 2007 HT83              | 24 d'abril de 2007   | Kitt Peak            | Spacewatch                |
| 341081 | 2007 HZ83              | 26 d'abril de 2007   | Kitt Peak            | Spacewatch                |
| 341082 | 2007 HF86              | 24 d'abril de 2007   | Kitt Peak            | Spacewatch                |
| 341083 | 2007 HJ87              | 24 d'abril de 2007   | Kitt Peak            | Spacewatch                |
| 341084 | 2007 HD90              | 18 d'abril de 2007   | Anderson Mesa        | LONEOS                    |
| 341085 | 2007 HD92              | 20 d'abril de 2007   | Mount Lemmon         | Mt. Lemmon Survey         |
| 341086 | 2007 HJ97              | 22 d'abril de 2007   | Mount Lemmon         | Mt. Lemmon Survey         |
| 341087 | 2007 HN97              | 17 d'abril de 2007   | Moletai              | K. Cernis, J. Zdanavicius |
| 341088 | 2007 JY1               | 7 de maig de 2007    | Catalina             | CSS                       |
| 341089 | 2007 JK2               | 24 d'abril de 2007   | Mount Lemmon         | Mt. Lemmon Survey         |
| 341090 | 2007 JO2               | 7 de maig de 2007    | Lulin                | LUSS                      |
| 341091 | 2007 JQ2               | 7 de maig de 2007    | Lulin                | LUSS                      |
| 341092 | 2007 JQ4               | 7 de maig de 2007    | Kitt Peak            | Spacewatch                |
| 341093 | 2007 JZ4               | 23 de gener de 2006  | Kitt Peak            | Spacewatch                |
| 341094 | 2007 JK9               | 9 de maig de 2007    | Catalina             | CSS                       |
| 341095 | 2007 JY9               | 10 de maig de 2007   | Calvin-Rehoboth      | L. A. Molnar              |
| 341096 | 2007 JF10              | 1 d'abril de 2003    | Apache Point         | Sloan Digital Sky Survey  |
| 341097 | 2007 JL13              | 9 de maig de 2007    | Mount Lemmon         | Mt. Lemmon Survey         |
| 341098 | 2007 JO22              | 10 de maig de 2007   | Mount Lemmon         | Mt. Lemmon Survey         |
| 341099 | 2007 JQ24              | 9 de maig de 2007    | Kitt Peak            | Spacewatch                |
| 341100 | 2007 JX28              | 10 de maig de 2007   | Kitt Peak            | Spacewatch                |

## 341101-341200
| Nom    | Designació provisional | Data de descobriment   | Lloc de descobriment | Descobridor/s          |
| ------ | ---------------------- | ---------------------- | -------------------- | ---------------------- |
| 341101 | 2007 JH30              | 11 de maig de 2007     | Mount Lemmon         | Mt. Lemmon Survey      |
| 341102 | 2007 JT36              | 9 de maig de 2007      | Mount Lemmon         | Mt. Lemmon Survey      |
| 341103 | 2007 JW40              | 13 de maig de 2007     | Kitt Peak            | Spacewatch             |
| 341104 | 2007 KM1               | 17 de maig de 2007     | Kitt Peak            | Spacewatch             |
| 341105 | 2007 KK4               | 26 de març de 2007     | Kitt Peak            | Spacewatch             |
| 341106 | 2007 KN6               | 25 de maig de 2007     | Mount Lemmon         | Mt. Lemmon Survey      |
| 341107 | 2007 KA7               | 23 de maig de 2007     | Reedy Creek          | J. Broughton           |
| 341108 | 2007 KZ7               | 17 de maig de 2007     | Catalina             | CSS                    |
| 341109 | 2007 LQ                | 8 de juny de 2007      | Andrushivka          | Andrushivka            |
| 341110 | 2007 LE2               | 7 de juny de 2007      | Kitt Peak            | Spacewatch             |
| 341111 | 2007 LY2               | 8 de juny de 2007      | Kitt Peak            | Spacewatch             |
| 341112 | 2007 LS3               | 8 de juny de 2007      | Kitt Peak            | Spacewatch             |
| 341113 | 2007 LT5               | 7 de juny de 2007      | Kitt Peak            | Spacewatch             |
| 341114 | 2007 LV6               | 8 de juny de 2007      | Kitt Peak            | Spacewatch             |
| 341115 | 2007 LV11              | 24 de maig de 2007     | Mount Lemmon         | Mt. Lemmon Survey      |
| 341116 | 2007 LK12              | 9 de juny de 2007      | Kitt Peak            | Spacewatch             |
| 341117 | 2007 LJ14              | 10 de juny de 2007     | Kitt Peak            | Spacewatch             |
| 341118 | 2007 LZ14              | 12 de juny de 2007     | La Sagra             | La Sagra               |
| 341119 | 2007 LM15              | 7 de juny de 2007      | Kitt Peak            | Spacewatch             |
| 341120 | 2007 LX17              | 11 de juny de 2007     | Kitt Peak            | Spacewatch             |
| 341121 | 2007 LS20              | 10 de juny de 2007     | Kitt Peak            | Spacewatch             |
| 341122 | 2007 LF28              | 15 de juny de 2007     | Kitt Peak            | Spacewatch             |
| 341123 | 2007 LO28              | 15 de juny de 2007     | Kitt Peak            | Spacewatch             |
| 341124 | 2007 LR33              | 15 de juny de 2007     | Kitt Peak            | Spacewatch             |
| 341125 | 2007 MC                | 16 de juny de 2007     | Tiki                 | S. F. Hoenig, N. Teamo |
| 341126 | 2007 ME                | 16 de juny de 2007     | Tiki                 | S. F. Hoenig, N. Teamo |
| 341127 | 2007 MM                | 16 de juny de 2007     | Kitt Peak            | Spacewatch             |
| 341128 | 2007 MZ1               | 18 de juny de 2007     | Kitt Peak            | Spacewatch             |
| 341129 | 2007 MX4               | 17 de juny de 2007     | Kitt Peak            | Spacewatch             |
| 341130 | 2007 MF5               | 17 de juny de 2007     | Kitt Peak            | Spacewatch             |
| 341131 | 2007 MW5               | 17 de juny de 2007     | Kitt Peak            | Spacewatch             |
| 341132 | 2007 MD12              | 21 de juny de 2007     | Mount Lemmon         | Mt. Lemmon Survey      |
| 341133 | 2007 ME13              | 22 de juny de 2007     | Kitt Peak            | Spacewatch             |
| 341134 | 2007 MK20              | 23 de juny de 2007     | Kitt Peak            | Spacewatch             |
| 341135 | 2007 OE                | 16 de juliol de 2007   | La Sagra             | La Sagra               |
| 341136 | 2007 OW4               | 21 de juliol de 2007   | Lulin                | LUSS                   |
| 341137 | 2007 OW7               | 27 de juliol de 2007   | Dauban               | Chante-Perdrix         |
| 341138 | 2007 OX10              | 18 de juliol de 2007   | Mount Lemmon         | Mt. Lemmon Survey      |
| 341139 | 2007 PB5               | 5 d'agost de 2007      | Socorro              | LINEAR                 |
| 341140 | 2007 PL5               | 6 d'agost de 2007      | Socorro              | LINEAR                 |
| 341141 | 2007 PR6               | 9 d'agost de 2007      | Tiki                 | S. F. Hoenig, N. Teamo |
| 341142 | 2007 PN10              | 9 d'agost de 2007      | Socorro              | LINEAR                 |
| 341143 | 2007 PM14              | 8 d'agost de 2007      | Socorro              | LINEAR                 |
| 341144 | 2007 PA15              | 8 d'agost de 2007      | Socorro              | LINEAR                 |
| 341145 | 2007 PR15              | 8 d'agost de 2007      | Socorro              | LINEAR                 |
| 341146 | 2007 PV16              | 8 d'agost de 2007      | Socorro              | LINEAR                 |
| 341147 | 2007 PV19              | 9 d'agost de 2007      | Kitt Peak            | Spacewatch             |
| 341148 | 2007 PK28              | 14 d'agost de 2007     | Socorro              | LINEAR                 |
| 341149 | 2007 PL28              | 15 d'agost de 2007     | Altschwendt          | W. Ries                |
| 341150 | 2007 PA29              | 14 d'agost de 2007     | Siding Spring        | Siding Spring Survey   |
| 341151 | 2007 PZ29              | 8 d'agost de 2007      | Socorro              | LINEAR                 |
| 341152 | 2007 PH30              | 2 d'abril de 2006      | Kitt Peak            | Spacewatch             |
| 341153 | 2007 PE31              | 5 d'agost de 2007      | Socorro              | LINEAR                 |
| 341154 | 2007 PJ31              | 6 d'agost de 2007      | Dauban               | Chante-Perdrix         |
| 341155 | 2007 PF36              | 1 d'octubre de 2003    | Anderson Mesa        | LONEOS                 |
| 341156 | 2007 PR40              | 9 d'agost de 2007      | Socorro              | LINEAR                 |
| 341157 | 2007 PZ40              | 13 d'agost de 2007     | Socorro              | LINEAR                 |
| 341158 | 2007 PD45              | 10 d'agost de 2007     | Kitt Peak            | Spacewatch             |
| 341159 | 2007 PG45              | 10 d'agost de 2007     | Kitt Peak            | Spacewatch             |
| 341160 | 2007 PW46              | 14 d'agost de 2007     | Siding Spring        | Siding Spring Survey   |
| 341161 | 2007 PE47              | 10 d'agost de 2007     | Kitt Peak            | Spacewatch             |
| 341162 | 2007 PW48              | 12 d'agost de 2007     | Purple Mountain      | PMO NEO Survey Program |
| 341163 | 2007 PM49              | 10 d'agost de 2007     | Kitt Peak            | Spacewatch             |
| 341164 | 2007 QY9               | 22 d'agost de 2007     | Socorro              | LINEAR                 |
| 341165 | 2007 QO13              | 24 d'agost de 2007     | Kitt Peak            | Spacewatch             |
| 341166 | 2007 QW13              | 24 d'agost de 2007     | Kitt Peak            | Spacewatch             |
| 341167 | 2007 QA14              | 24 d'agost de 2007     | Kitt Peak            | Spacewatch             |
| 341168 | 2007 QC14              | 24 d'agost de 2007     | Kitt Peak            | Spacewatch             |
| 341169 | 2007 QD14              | 24 d'agost de 2007     | Kitt Peak            | Spacewatch             |
| 341170 | 2007 QE14              | 24 d'agost de 2007     | Kitt Peak            | Spacewatch             |
| 341171 | 2007 QG16              | 23 d'agost de 2007     | Kitt Peak            | Spacewatch             |
| 341172 | 2007 QW16              | 23 d'agost de 2007     | Kitt Peak            | Spacewatch             |
| 341173 | 2007 RX                | 3 de setembre de 2007  | Eskridge             | G. Hug                 |
| 341174 | 2007 RD8               | 5 de setembre de 2007  | Marly                | P. Kocher              |
| 341175 | 2007 RP8               | 8 de setembre de 2007  | Eskridge             | G. Hug                 |
| 341176 | 2007 RO10              | 3 de setembre de 2007  | Catalina             | CSS                    |
| 341177 | 2007 RQ10              | 3 de setembre de 2007  | Catalina             | CSS                    |
| 341178 | 2007 RG12              | 11 de setembre de 2007 | Eskridge             | G. Hug                 |
| 341179 | 2007 RT14              | 11 de setembre de 2007 | Dauban               | Chante-Perdrix         |
| 341180 | 2007 RY16              | 13 de setembre de 2007 | Eskridge             | G. Hug                 |
| 341181 | 2007 RW18              | 12 de setembre de 2007 | Dauban               | Chante-Perdrix         |
| 341182 | 2007 RW20              | 3 de setembre de 2007  | Catalina             | CSS                    |
| 341183 | 2007 RU21              | 3 de setembre de 2007  | Catalina             | CSS                    |
| 341184 | 2007 RJ28              | 4 de setembre de 2007  | Catalina             | CSS                    |
| 341185 | 2007 RX32              | 5 de setembre de 2007  | Catalina             | CSS                    |
| 341186 | 2007 RC43              | 9 de setembre de 2007  | Kitt Peak            | Spacewatch             |
| 341187 | 2007 RZ47              | 9 de setembre de 2007  | Mount Lemmon         | Mt. Lemmon Survey      |
| 341188 | 2007 RJ50              | 9 de setembre de 2007  | Kitt Peak            | Spacewatch             |
| 341189 | 2007 RK51              | 9 de setembre de 2007  | Kitt Peak            | Spacewatch             |
| 341190 | 2007 RL52              | 9 de setembre de 2007  | Kitt Peak            | Spacewatch             |
| 341191 | 2007 RO52              | 9 de setembre de 2007  | Kitt Peak            | Spacewatch             |
| 341192 | 2007 RB53              | 9 de setembre de 2007  | Kitt Peak            | Spacewatch             |
| 341193 | 2007 RG60              | 10 de setembre de 2007 | Catalina             | CSS                    |
| 341194 | 2007 RT63              | 10 de setembre de 2007 | Mount Lemmon         | Mt. Lemmon Survey      |
| 341195 | 2007 RO65              | 10 de setembre de 2007 | Mount Lemmon         | Mt. Lemmon Survey      |
| 341196 | 2007 RH67              | 10 de setembre de 2007 | Mount Lemmon         | Mt. Lemmon Survey      |
| 341197 | 2007 RS70              | 10 de setembre de 2007 | Kitt Peak            | Spacewatch             |
| 341198 | 2007 RJ71              | 10 de setembre de 2007 | Kitt Peak            | Spacewatch             |
| 341199 | 2007 RH72              | 10 de setembre de 2007 | Kitt Peak            | Spacewatch             |
| 341200 | 2007 RF80              | 10 de setembre de 2007 | Mount Lemmon         | Mt. Lemmon Survey      |

## 341201-341300
| Nom    | Designació provisional | Data de descobriment   | Lloc de descobriment | Descobridor/s     |
| ------ | ---------------------- | ---------------------- | -------------------- | ----------------- |
| 341201 | 2007 RV80              | 10 de setembre de 2007 | Mount Lemmon         | Mt. Lemmon Survey |
| 341202 | 2007 RP83              | 10 de setembre de 2007 | Mount Lemmon         | Mt. Lemmon Survey |
| 341203 | 2007 RC91              | 10 de setembre de 2007 | Mount Lemmon         | Mt. Lemmon Survey |
| 341204 | 2007 RX94              | 10 de setembre de 2007 | Kitt Peak            | Spacewatch        |
| 341205 | 2007 RO101             | 11 de setembre de 2007 | Mount Lemmon         | Mt. Lemmon Survey |
| 341206 | 2007 RD109             | 11 de setembre de 2007 | Kitt Peak            | Spacewatch        |
| 341207 | 2007 RX110             | 11 de setembre de 2007 | Mount Lemmon         | Mt. Lemmon Survey |
| 341208 | 2007 RV111             | 11 de setembre de 2007 | Kitt Peak            | Spacewatch        |
| 341209 | 2007 RF116             | 11 de setembre de 2007 | Kitt Peak            | Spacewatch        |
| 341210 | 2007 RQ117             | 11 de setembre de 2007 | Kitt Peak            | Spacewatch        |
| 341211 | 2007 RW118             | 11 de setembre de 2007 | Kitt Peak            | Spacewatch        |
| 341212 | 2007 RY122             | 12 de setembre de 2007 | Mount Lemmon         | Mt. Lemmon Survey |
| 341213 | 2007 RQ124             | 12 de setembre de 2007 | Mount Lemmon         | Mt. Lemmon Survey |
| 341214 | 2007 RT126             | 12 de setembre de 2007 | Mount Lemmon         | Mt. Lemmon Survey |
| 341215 | 2007 RM127             | 12 de setembre de 2007 | Mount Lemmon         | Mt. Lemmon Survey |
| 341216 | 2007 RB128             | 12 de setembre de 2007 | Mount Lemmon         | Mt. Lemmon Survey |
| 341217 | 2007 RX128             | 12 de setembre de 2007 | Mount Lemmon         | Mt. Lemmon Survey |
| 341218 | 2007 RG129             | 12 de setembre de 2007 | Mount Lemmon         | Mt. Lemmon Survey |
| 341219 | 2007 RV130             | 12 de setembre de 2007 | Mount Lemmon         | Mt. Lemmon Survey |
| 341220 | 2007 RV133             | 10 de setembre de 2007 | Kitt Peak            | Spacewatch        |
| 341221 | 2007 RB135             | 12 de setembre de 2007 | Mount Lemmon         | Mt. Lemmon Survey |
| 341222 | 2007 RT138             | 15 de setembre de 2007 | Lulin                | LUSS              |
| 341223 | 2007 RF142             | 13 de setembre de 2007 | Socorro              | LINEAR            |
| 341224 | 2007 RH142             | 13 de setembre de 2007 | Socorro              | LINEAR            |
| 341225 | 2007 RB143             | 14 de setembre de 2007 | Socorro              | LINEAR            |
| 341226 | 2007 RW143             | 14 de setembre de 2007 | Socorro              | LINEAR            |
| 341227 | 2007 RM146             | 10 de setembre de 2007 | Kitt Peak            | Spacewatch        |
| 341228 | 2007 RK150             | 14 de setembre de 2007 | Catalina             | CSS               |
| 341229 | 2007 RJ153             | 4 de maig de 2006      | Mount Lemmon         | Mt. Lemmon Survey |
| 341230 | 2007 RO153             | 10 de setembre de 2007 | Kitt Peak            | Spacewatch        |
| 341231 | 2007 RG156             | 10 de setembre de 2007 | Mount Lemmon         | Mt. Lemmon Survey |
| 341232 | 2007 RY158             | 12 de setembre de 2007 | Mount Lemmon         | Mt. Lemmon Survey |
| 341233 | 2007 RJ162             | 13 de setembre de 2007 | Goodricke-Pigott     | R. A. Tucker      |
| 341234 | 2007 RD169             | 10 de setembre de 2007 | Kitt Peak            | Spacewatch        |
| 341235 | 2007 RP169             | 10 de setembre de 2007 | Kitt Peak            | Spacewatch        |
| 341236 | 2007 RM171             | 10 de setembre de 2007 | Kitt Peak            | Spacewatch        |
| 341237 | 2007 RO171             | 10 de setembre de 2007 | Kitt Peak            | Spacewatch        |
| 341238 | 2007 RQ174             | 10 de setembre de 2007 | Kitt Peak            | Spacewatch        |
| 341239 | 2007 RW174             | 10 de setembre de 2007 | Kitt Peak            | Spacewatch        |
| 341240 | 2007 RB176             | 8 de setembre de 2007  | Catalina             | CSS               |
| 341241 | 2007 RD176             | 9 de setembre de 2007  | Mount Lemmon         | Mt. Lemmon Survey |
| 341242 | 2007 RH178             | 10 de setembre de 2007 | Kitt Peak            | Spacewatch        |
| 341243 | 2007 RJ179             | 10 de setembre de 2007 | Mount Lemmon         | Mt. Lemmon Survey |
| 341244 | 2007 RD189             | 10 de setembre de 2007 | Catalina             | CSS               |
| 341245 | 2007 RG191             | 11 de setembre de 2007 | Kitt Peak            | Spacewatch        |
| 341246 | 2007 RP202             | 13 de setembre de 2007 | Kitt Peak            | Spacewatch        |
| 341247 | 2007 RP203             | 9 de setembre de 2007  | Mount Lemmon         | Mt. Lemmon Survey |
| 341248 | 2007 RQ203             | 13 de setembre de 2007 | Kitt Peak            | Spacewatch        |
| 341249 | 2007 RD205             | 9 de setembre de 2007  | Kitt Peak            | Spacewatch        |
| 341250 | 2007 RX206             | 10 de setembre de 2007 | Kitt Peak            | Spacewatch        |
| 341251 | 2007 RR208             | 10 de setembre de 2007 | Kitt Peak            | Spacewatch        |
| 341252 | 2007 RP212             | 11 de setembre de 2007 | Lulin                | LUSS              |
| 341253 | 2007 RS214             | 12 de setembre de 2007 | Kitt Peak            | Spacewatch        |
| 341254 | 2007 RC215             | 12 de setembre de 2007 | Kitt Peak            | Spacewatch        |
| 341255 | 2007 RM216             | 13 de setembre de 2007 | Catalina             | CSS               |
| 341256 | 2007 RB228             | 10 de setembre de 2007 | Mount Lemmon         | Mt. Lemmon Survey |
| 341257 | 2007 RD230             | 11 de setembre de 2007 | Kitt Peak            | Spacewatch        |
| 341258 | 2007 RM233             | 12 de setembre de 2007 | Catalina             | CSS               |
| 341259 | 2007 RR233             | 12 de setembre de 2007 | Catalina             | CSS               |
| 341260 | 2007 RA234             | 12 de setembre de 2007 | Catalina             | CSS               |
| 341261 | 2007 RS235             | 12 de setembre de 2007 | Mount Lemmon         | Mt. Lemmon Survey |
| 341262 | 2007 RJ246             | 12 de setembre de 2007 | Mount Lemmon         | Mt. Lemmon Survey |
| 341263 | 2007 RR249             | 13 de setembre de 2007 | Mount Lemmon         | Mt. Lemmon Survey |
| 341264 | 2007 RF250             | 13 de setembre de 2007 | Kitt Peak            | Spacewatch        |
| 341265 | 2007 RJ251             | 13 de setembre de 2007 | Kitt Peak            | Spacewatch        |
| 341266 | 2007 RL254             | 14 de setembre de 2007 | Kitt Peak            | Spacewatch        |
| 341267 | 2007 RR254             | 14 de setembre de 2007 | Kitt Peak            | Spacewatch        |
| 341268 | 2007 RJ258             | 14 de setembre de 2007 | Kitt Peak            | Spacewatch        |
| 341269 | 2007 RC261             | 14 de setembre de 2007 | Kitt Peak            | Spacewatch        |
| 341270 | 2007 RE264             | 15 de setembre de 2007 | Mount Lemmon         | Mt. Lemmon Survey |
| 341271 | 2007 RL271             | 15 de setembre de 2007 | Mount Lemmon         | Mt. Lemmon Survey |
| 341272 | 2007 RS271             | 15 de setembre de 2007 | Mount Lemmon         | Mt. Lemmon Survey |
| 341273 | 2007 RY280             | 13 de setembre de 2007 | Catalina             | CSS               |
| 341274 | 2007 RD281             | 13 de setembre de 2007 | Catalina             | CSS               |
| 341275 | 2007 RG283             | 15 de setembre de 2007 | Palomar              | Palomar           |
| 341276 | 2007 RD284             | 9 de setembre de 2007  | Kitt Peak            | Spacewatch        |
| 341277 | 2007 RG284             | 10 de setembre de 2007 | Kitt Peak            | Spacewatch        |
| 341278 | 2007 RL284             | 11 de setembre de 2007 | Mount Lemmon         | Mt. Lemmon Survey |
| 341279 | 2007 RV284             | 12 de setembre de 2007 | Mount Lemmon         | Mt. Lemmon Survey |
| 341280 | 2007 RA285             | 12 de setembre de 2007 | Mount Lemmon         | Mt. Lemmon Survey |
| 341281 | 2007 RC285             | 12 de setembre de 2007 | Mount Lemmon         | Mt. Lemmon Survey |
| 341282 | 2007 RX285             | 14 de setembre de 2007 | Mount Lemmon         | Mt. Lemmon Survey |
| 341283 | 2007 RA290             | 14 de setembre de 2007 | Mount Lemmon         | Mt. Lemmon Survey |
| 341284 | 2007 RA291             | 10 de setembre de 2007 | Mount Lemmon         | Mt. Lemmon Survey |
| 341285 | 2007 RY292             | 12 de setembre de 2007 | Mount Lemmon         | Mt. Lemmon Survey |
| 341286 | 2007 RN293             | 13 de setembre de 2007 | Mount Lemmon         | Mt. Lemmon Survey |
| 341287 | 2007 RS293             | 13 de setembre de 2007 | Mount Lemmon         | Mt. Lemmon Survey |
| 341288 | 2007 RA294             | 13 de setembre de 2007 | Kitt Peak            | Spacewatch        |
| 341289 | 2007 RC294             | 13 de setembre de 2007 | Kitt Peak            | Spacewatch        |
| 341290 | 2007 RE294             | 13 de setembre de 2007 | Kitt Peak            | Spacewatch        |
| 341291 | 2007 RD296             | 12 de setembre de 2007 | Mount Lemmon         | Mt. Lemmon Survey |
| 341292 | 2007 RW298             | 11 de setembre de 2007 | Kitt Peak            | Spacewatch        |
| 341293 | 2007 RJ302             | 14 de setembre de 2007 | Mount Lemmon         | Mt. Lemmon Survey |
| 341294 | 2007 RK308             | 11 de setembre de 2007 | Mount Lemmon         | Mt. Lemmon Survey |
| 341295 | 2007 RE311             | 5 de setembre de 2007  | Catalina             | CSS               |
| 341296 | 2007 RQ316             | 9 de setembre de 2007  | Mount Lemmon         | Mt. Lemmon Survey |
| 341297 | 2007 RB317             | 10 de setembre de 2007 | Kitt Peak            | Spacewatch        |
| 341298 | 2007 RP317             | 10 de setembre de 2007 | Mount Lemmon         | Mt. Lemmon Survey |
| 341299 | 2007 RQ317             | 10 de setembre de 2007 | Mount Lemmon         | Mt. Lemmon Survey |
| 341300 | 2007 RX317             | 10 de setembre de 2007 | Catalina             | CSS               |

## 341301-341400
| Nom                | Designació provisional | Data de descobriment   | Lloc de descobriment | Descobridor/s     |
| ------------------ | ---------------------- | ---------------------- | -------------------- | ----------------- |
| 341301             | 2007 RJ320             | 13 de setembre de 2007 | Catalina             | CSS               |
| 341302             | 2007 RA322             | 10 de setembre de 2007 | Mount Lemmon         | Mt. Lemmon Survey |
| 341303             | 2007 RF323             | 15 de setembre de 2007 | Mount Lemmon         | Mt. Lemmon Survey |
| 341304             | 2007 RF324             | 14 de setembre de 2007 | Kitt Peak            | Spacewatch        |
| 341305             | 2007 RL324             | 15 de setembre de 2007 | Mount Lemmon         | Mt. Lemmon Survey |
| 341306             | 2007 RQ324             | 10 de setembre de 2007 | Mount Lemmon         | Mt. Lemmon Survey |
| 341307             | 2007 RZ324             | 13 de setembre de 2007 | Mount Lemmon         | Mt. Lemmon Survey |
| 341308             | 2007 SN1               | 18 de setembre de 2007 | Goodricke-Pigott     | R. A. Tucker      |
| 341309             | 2007 SW3               | 16 de setembre de 2007 | Socorro              | LINEAR            |
| 341310             | 2007 ST7               | 18 de setembre de 2007 | Kitt Peak            | Spacewatch        |
| 341311             | 2007 SL15              | 25 de setembre de 2007 | Mount Lemmon         | Mt. Lemmon Survey |
| 341312             | 2007 ST19              | 24 de setembre de 2007 | Kitt Peak            | Spacewatch        |
| 341313             | 2007 SW19              | 26 de setembre de 2007 | Mount Lemmon         | Mt. Lemmon Survey |
| 341314             | 2007 SC20              | 19 de setembre de 2007 | Catalina             | CSS               |
| 341315             | 2007 SB21              | 18 de setembre de 2007 | Kitt Peak            | Spacewatch        |
| 341316             | 2007 SR21              | 18 de setembre de 2007 | Socorro              | LINEAR            |
| 341317             | 2007 TE                | 1 d'octubre de 2007    | Gaisberg             | R. Gierlinger     |
| 341318             | 2007 TQ1               | 4 d'octubre de 2007    | Kitt Peak            | Spacewatch        |
| 341319             | 2007 TL4               | 6 d'octubre de 2007    | 7300                 | W. K. Y. Yeung    |
| 341320             | 2007 TP4               | 6 d'octubre de 2007    | 7300                 | W. K. Y. Yeung    |
| 341321             | 2007 TK14              | 7 d'octubre de 2007    | Altschwendt          | W. Ries           |
| 341322             | 2007 TM14              | 7 d'octubre de 2007    | Altschwendt          | W. Ries           |
| 341323             | 2007 TO16              | 8 d'octubre de 2007    | Socorro              | LINEAR            |
| 341324             | 2007 TA17              | 7 d'octubre de 2007    | Calvin-Rehoboth      | Calvin College    |
| 341325             | 2007 TN20              | 8 d'octubre de 2007    | Socorro              | LINEAR            |
| 341326             | 2007 TD23              | 6 d'octubre de 2007    | Bisei SG Center      | BATTeRS           |
| 341327             | 2007 TF26              | 4 d'octubre de 2007    | Mount Lemmon         | Mt. Lemmon Survey |
| 341328             | 2007 TD28              | 4 d'octubre de 2007    | Kitt Peak            | Spacewatch        |
| 341329             | 2007 TZ30              | 12 de setembre de 2007 | Mount Lemmon         | Mt. Lemmon Survey |
| 341330             | 2007 TK33              | 6 d'octubre de 2007    | Kitt Peak            | Spacewatch        |
| 341331             | 2007 TA34              | 6 d'octubre de 2007    | Kitt Peak            | Spacewatch        |
| 341332             | 2007 TD34              | 6 d'octubre de 2007    | Kitt Peak            | Spacewatch        |
| 341333             | 2007 TV34              | 6 d'octubre de 2007    | Kitt Peak            | Spacewatch        |
| 341334             | 2007 TW35              | 7 d'octubre de 2007    | Mount Lemmon         | Mt. Lemmon Survey |
| 341335             | 2007 TZ35              | 9 d'octubre de 2007    | Kitt Peak            | Spacewatch        |
| 341336             | 2007 TU36              | 4 d'octubre de 2007    | Kitt Peak            | Spacewatch        |
| 341337             | 2007 TY37              | 4 d'octubre de 2007    | Catalina             | CSS               |
| 341338             | 2007 TC39              | 6 d'octubre de 2007    | Kitt Peak            | Spacewatch        |
| 341339             | 2007 TW40              | 6 d'octubre de 2007    | Kitt Peak            | Spacewatch        |
| 341340             | 2007 TZ40              | 6 d'octubre de 2007    | Kitt Peak            | Spacewatch        |
| 341341             | 2007 TG43              | 7 d'octubre de 2007    | Mount Lemmon         | Mt. Lemmon Survey |
| 341342             | 2007 TQ44              | 7 d'octubre de 2007    | Mount Lemmon         | Mt. Lemmon Survey |
| 341343             | 2007 TD45              | 7 d'octubre de 2007    | Mount Lemmon         | Mt. Lemmon Survey |
| 341344             | 2007 TM46              | 8 d'octubre de 2007    | Mount Lemmon         | Mt. Lemmon Survey |
| 341345             | 2007 TF47              | 4 d'octubre de 2007    | Kitt Peak            | Spacewatch        |
| 341346             | 2007 TN47              | 4 d'octubre de 2007    | Kitt Peak            | Spacewatch        |
| 341347             | 2007 TW49              | 4 d'octubre de 2007    | Kitt Peak            | Spacewatch        |
| 341348             | 2007 TC51              | 4 d'octubre de 2007    | Kitt Peak            | Spacewatch        |
| 341349             | 2007 TR51              | 4 d'octubre de 2007    | Kitt Peak            | Spacewatch        |
| 341350             | 2007 TK53              | 4 d'octubre de 2007    | Kitt Peak            | Spacewatch        |
| 341351             | 2007 TZ53              | 4 d'octubre de 2007    | Kitt Peak            | Spacewatch        |
| 341352             | 2007 TT58              | 5 d'octubre de 2007    | Kitt Peak            | Spacewatch        |
| 341353             | 2007 TJ59              | 5 d'octubre de 2007    | Kitt Peak            | Spacewatch        |
| 341354             | 2007 TS59              | 5 d'octubre de 2007    | Kitt Peak            | Spacewatch        |
| 341355             | 2007 TF60              | 5 d'octubre de 2007    | Kitt Peak            | Spacewatch        |
| 341356             | 2007 TW62              | 7 d'octubre de 2007    | Mount Lemmon         | Mt. Lemmon Survey |
| 341357             | 2007 TZ64              | 7 d'octubre de 2007    | Mount Lemmon         | Mt. Lemmon Survey |
| 341358             | 2007 TS66              | 11 d'octubre de 2007   | La Sagra             | La Sagra          |
| 341359 Gregneumann | 2007 TV69              | 14 d'octubre de 2007   | Laurel               | D. Skillman       |
| 341360             | 2007 TB71              | 13 d'octubre de 2007   | Calvin-Rehoboth      | Calvin College    |
| 341361             | 2007 TP73              | 7 d'octubre de 2007    | Charleston           | Charleston        |
| 341362             | 2007 TD78              | 5 d'octubre de 2007    | Kitt Peak            | Spacewatch        |
| 341363             | 2007 TU84              | 8 d'octubre de 2007    | Kitt Peak            | Spacewatch        |
| 341364             | 2007 TE86              | 8 d'octubre de 2007    | Mount Lemmon         | Mt. Lemmon Survey |
| 341365             | 2007 TB87              | 8 d'octubre de 2007    | Mount Lemmon         | Mt. Lemmon Survey |
| 341366             | 2007 TJ93              | 6 d'octubre de 2007    | Kitt Peak            | Spacewatch        |
| 341367             | 2007 TQ93              | 12 de setembre de 2007 | Mount Lemmon         | Mt. Lemmon Survey |
| 341368             | 2007 TT94              | 7 d'octubre de 2007    | Catalina             | CSS               |
| 341369             | 2007 TU95              | 7 d'octubre de 2007    | Kitt Peak            | Spacewatch        |
| 341370             | 2007 TC101             | 8 d'octubre de 2007    | Mount Lemmon         | Mt. Lemmon Survey |
| 341371             | 2007 TD101             | 8 d'octubre de 2007    | Mount Lemmon         | Mt. Lemmon Survey |
| 341372             | 2007 TA107             | 4 d'octubre de 2007    | Kitt Peak            | Spacewatch        |
| 341373             | 2007 TR107             | 13 de setembre de 2007 | Mount Lemmon         | Mt. Lemmon Survey |
| 341374             | 2007 TB108             | 6 d'octubre de 2007    | La Canada            | J. Lacruz         |
| 341375             | 2007 TW108             | 7 d'octubre de 2007    | Catalina             | CSS               |
| 341376             | 2007 TD113             | 8 d'octubre de 2007    | Catalina             | CSS               |
| 341377             | 2007 TX115             | 8 d'octubre de 2007    | Mount Lemmon         | Mt. Lemmon Survey |
| 341378             | 2007 TH119             | 9 d'octubre de 2007    | Kitt Peak            | Spacewatch        |
| 341379             | 2007 TW120             | 4 d'octubre de 2007    | Kitt Peak            | Spacewatch        |
| 341380             | 2007 TZ120             | 5 d'octubre de 2007    | Kitt Peak            | Spacewatch        |
| 341381             | 2007 TJ121             | 5 d'octubre de 2007    | Kitt Peak            | Spacewatch        |
| 341382             | 2007 TA123             | 6 d'octubre de 2007    | Kitt Peak            | Spacewatch        |
| 341383             | 2007 TL123             | 6 d'octubre de 2007    | Kitt Peak            | Spacewatch        |
| 341384             | 2007 TB124             | 6 d'octubre de 2007    | Kitt Peak            | Spacewatch        |
| 341385             | 2007 TH126             | 6 d'octubre de 2007    | Kitt Peak            | Spacewatch        |
| 341386             | 2007 TS126             | 6 d'octubre de 2007    | Kitt Peak            | Spacewatch        |
| 341387             | 2007 TA127             | 6 d'octubre de 2007    | Kitt Peak            | Spacewatch        |
| 341388             | 2007 TO128             | 6 d'octubre de 2007    | Kitt Peak            | Spacewatch        |
| 341389             | 2007 TP129             | 6 d'octubre de 2007    | Kitt Peak            | Spacewatch        |
| 341390             | 2007 TY130             | 7 d'octubre de 2007    | Kitt Peak            | Spacewatch        |
| 341391             | 2007 TV131             | 7 d'octubre de 2007    | Mount Lemmon         | Mt. Lemmon Survey |
| 341392             | 2007 TA134             | 7 d'octubre de 2007    | Mount Lemmon         | Mt. Lemmon Survey |
| 341393             | 2007 TN137             | 8 d'octubre de 2007    | Catalina             | CSS               |
| 341394             | 2007 TO138             | 9 d'octubre de 2007    | Catalina             | CSS               |
| 341395             | 2007 TB140             | 9 d'octubre de 2007    | Catalina             | CSS               |
| 341396             | 2007 TY140             | 9 d'octubre de 2007    | Mount Lemmon         | Mt. Lemmon Survey |
| 341397             | 2007 TB144             | 6 d'octubre de 2007    | Socorro              | LINEAR            |
| 341398             | 2007 TC151             | 9 d'octubre de 2007    | Socorro              | LINEAR            |
| 341399             | 2007 TP152             | 9 d'octubre de 2007    | Socorro              | LINEAR            |
| 341400             | 2007 TD158             | 9 d'octubre de 2007    | Socorro              | LINEAR            |

## 341401-341500
| Nom    | Designació provisional | Data de descobriment   | Lloc de descobriment | Descobridor/s     |
| ------ | ---------------------- | ---------------------- | -------------------- | ----------------- |
| 341401 | 2007 TE158             | 9 d'octubre de 2007    | Socorro              | LINEAR            |
| 341402 | 2007 TH161             | 11 d'octubre de 2007   | Socorro              | LINEAR            |
| 341403 | 2007 TP161             | 11 d'octubre de 2007   | Socorro              | LINEAR            |
| 341404 | 2007 TS162             | 1 de maig de 2006      | Catalina             | CSS               |
| 341405 | 2007 TZ162             | 11 d'octubre de 2007   | Socorro              | LINEAR            |
| 341406 | 2007 TT167             | 12 d'octubre de 2007   | Socorro              | LINEAR            |
| 341407 | 2007 TU167             | 12 d'octubre de 2007   | Socorro              | LINEAR            |
| 341408 | 2007 TZ168             | 12 d'octubre de 2007   | Socorro              | LINEAR            |
| 341409 | 2007 TM170             | 12 d'octubre de 2007   | Socorro              | LINEAR            |
| 341410 | 2007 TN173             | 4 d'octubre de 2007    | Kitt Peak            | Spacewatch        |
| 341411 | 2007 TV173             | 4 d'octubre de 2007    | Kitt Peak            | Spacewatch        |
| 341412 | 2007 TQ182             | 8 d'octubre de 2007    | Anderson Mesa        | LONEOS            |
| 341413 | 2007 TW184             | 13 d'octubre de 2007   | Gaisberg             | R. Gierlinger     |
| 341414 | 2007 TC186             | 13 d'octubre de 2007   | Socorro              | LINEAR            |
| 341415 | 2007 TR186             | 8 d'octubre de 2007    | Anderson Mesa        | LONEOS            |
| 341416 | 2007 TU189             | 10 de setembre de 2007 | Mount Lemmon         | Mt. Lemmon Survey |
| 341417 | 2007 TC195             | 7 d'octubre de 2007    | Mount Lemmon         | Mt. Lemmon Survey |
| 341418 | 2007 TZ198             | 8 d'octubre de 2007    | Kitt Peak            | Spacewatch        |
| 341419 | 2007 TC200             | 16 de maig de 2005     | Mount Lemmon         | Mt. Lemmon Survey |
| 341420 | 2007 TH201             | 8 d'octubre de 2007    | Kitt Peak            | Spacewatch        |
| 341421 | 2007 TW201             | 8 d'octubre de 2007    | Mount Lemmon         | Mt. Lemmon Survey |
| 341422 | 2007 TL203             | 8 d'octubre de 2007    | Mount Lemmon         | Mt. Lemmon Survey |
| 341423 | 2007 TZ203             | 10 de setembre de 2007 | Mount Lemmon         | Mt. Lemmon Survey |
| 341424 | 2007 TJ204             | 8 d'octubre de 2007    | Mount Lemmon         | Mt. Lemmon Survey |
| 341425 | 2007 TP204             | 8 d'octubre de 2007    | Mount Lemmon         | Mt. Lemmon Survey |
| 341426 | 2007 TV205             | 9 d'octubre de 2007    | Anderson Mesa        | LONEOS            |
| 341427 | 2007 TB216             | 7 d'octubre de 2007    | Kitt Peak            | Spacewatch        |
| 341428 | 2007 TB217             | 7 d'octubre de 2007    | Kitt Peak            | Spacewatch        |
| 341429 | 2007 TB222             | 9 d'octubre de 2007    | Kitt Peak            | Spacewatch        |
| 341430 | 2007 TX222             | 10 d'octubre de 2007   | Kitt Peak            | Spacewatch        |
| 341431 | 2007 TC229             | 8 d'octubre de 2007    | Kitt Peak            | Spacewatch        |
| 341432 | 2007 TA230             | 8 d'octubre de 2007    | Catalina             | CSS               |
| 341433 | 2007 TW230             | 8 d'octubre de 2007    | Kitt Peak            | Spacewatch        |
| 341434 | 2007 TS231             | 8 d'octubre de 2007    | Kitt Peak            | Spacewatch        |
| 341435 | 2007 TJ232             | 8 d'octubre de 2007    | Kitt Peak            | Spacewatch        |
| 341436 | 2007 TC233             | 8 d'octubre de 2007    | Kitt Peak            | Spacewatch        |
| 341437 | 2007 TL236             | 14 de setembre de 2007 | Mount Lemmon         | Mt. Lemmon Survey |
| 341438 | 2007 TU236             | 9 d'octubre de 2007    | Mount Lemmon         | Mt. Lemmon Survey |
| 341439 | 2007 TV238             | 10 d'octubre de 2007   | Mount Lemmon         | Mt. Lemmon Survey |
| 341440 | 2007 TF240             | 14 d'octubre de 2007   | Socorro              | LINEAR            |
| 341441 | 2007 TA245             | 8 d'octubre de 2007    | Catalina             | CSS               |
| 341442 | 2007 TK245             | 8 d'octubre de 2007    | Catalina             | CSS               |
| 341443 | 2007 TY246             | 9 d'octubre de 2007    | Catalina             | CSS               |
| 341444 | 2007 TP250             | 11 d'octubre de 2007   | Mount Lemmon         | Mt. Lemmon Survey |
| 341445 | 2007 TQ254             | 8 d'octubre de 2007    | Mount Lemmon         | Mt. Lemmon Survey |
| 341446 | 2007 TC256             | 10 d'octubre de 2007   | Kitt Peak            | Spacewatch        |
| 341447 | 2007 TN261             | 10 d'octubre de 2007   | Kitt Peak            | Spacewatch        |
| 341448 | 2007 TG265             | 11 d'octubre de 2007   | Kitt Peak            | Spacewatch        |
| 341449 | 2007 TK268             | 9 d'octubre de 2007    | Kitt Peak            | Spacewatch        |
| 341450 | 2007 TP269             | 9 d'octubre de 2007    | Kitt Peak            | Spacewatch        |
| 341451 | 2007 TB271             | 9 d'octubre de 2007    | Kitt Peak            | Spacewatch        |
| 341452 | 2007 TM271             | 9 d'octubre de 2007    | Kitt Peak            | Spacewatch        |
| 341453 | 2007 TN271             | 9 d'octubre de 2007    | Kitt Peak            | Spacewatch        |
| 341454 | 2007 TP287             | 12 de setembre de 2007 | Catalina             | CSS               |
| 341455 | 2007 TF299             | 12 d'octubre de 2007   | Kitt Peak            | Spacewatch        |
| 341456 | 2007 TV300             | 12 d'octubre de 2007   | Kitt Peak            | Spacewatch        |
| 341457 | 2007 TY303             | 12 d'octubre de 2007   | Mount Lemmon         | Mt. Lemmon Survey |
| 341458 | 2007 TC305             | 13 d'octubre de 2007   | Mount Lemmon         | Mt. Lemmon Survey |
| 341459 | 2007 TP307             | 9 d'octubre de 2007    | Kitt Peak            | Spacewatch        |
| 341460 | 2007 TY307             | 9 d'octubre de 2007    | Mount Lemmon         | Mt. Lemmon Survey |
| 341461 | 2007 TX313             | 11 d'octubre de 2007   | Mount Lemmon         | Mt. Lemmon Survey |
| 341462 | 2007 TL314             | 11 d'octubre de 2007   | Mount Lemmon         | Mt. Lemmon Survey |
| 341463 | 2007 TK315             | 12 d'octubre de 2007   | Kitt Peak            | Spacewatch        |
| 341464 | 2007 TL315             | 12 d'octubre de 2007   | Kitt Peak            | Spacewatch        |
| 341465 | 2007 TN315             | 12 d'octubre de 2007   | Kitt Peak            | Spacewatch        |
| 341466 | 2007 TS315             | 12 d'octubre de 2007   | Kitt Peak            | Spacewatch        |
| 341467 | 2007 TG317             | 12 d'octubre de 2007   | Kitt Peak            | Spacewatch        |
| 341468 | 2007 TN319             | 12 d'octubre de 2007   | Kitt Peak            | Spacewatch        |
| 341469 | 2007 TV319             | 12 d'octubre de 2007   | Kitt Peak            | Spacewatch        |
| 341470 | 2007 TB324             | 11 d'octubre de 2007   | Kitt Peak            | Spacewatch        |
| 341471 | 2007 TV329             | 11 d'octubre de 2007   | Kitt Peak            | Spacewatch        |
| 341472 | 2007 TD330             | 11 d'octubre de 2007   | Kitt Peak            | Spacewatch        |
| 341473 | 2007 TQ334             | 11 d'octubre de 2007   | Kitt Peak            | Spacewatch        |
| 341474 | 2007 TO344             | 10 d'octubre de 2007   | Mount Lemmon         | Mt. Lemmon Survey |
| 341475 | 2007 TJ353             | 8 d'octubre de 2007    | Mount Lemmon         | Mt. Lemmon Survey |
| 341476 | 2007 TK354             | 10 d'octubre de 2007   | Catalina             | CSS               |
| 341477 | 2007 TC362             | 14 d'octubre de 2007   | Mount Lemmon         | Mt. Lemmon Survey |
| 341478 | 2007 TD362             | 14 d'octubre de 2007   | Mount Lemmon         | Mt. Lemmon Survey |
| 341479 | 2007 TE362             | 14 d'octubre de 2007   | Mount Lemmon         | Mt. Lemmon Survey |
| 341480 | 2007 TF363             | 14 d'octubre de 2007   | Mount Lemmon         | Mt. Lemmon Survey |
| 341481 | 2007 TK363             | 14 d'octubre de 2007   | Mount Lemmon         | Mt. Lemmon Survey |
| 341482 | 2007 TO363             | 14 d'octubre de 2007   | Mount Lemmon         | Mt. Lemmon Survey |
| 341483 | 2007 TN364             | 15 d'octubre de 2007   | Catalina             | CSS               |
| 341484 | 2007 TV365             | 9 d'octubre de 2007    | Mount Lemmon         | Mt. Lemmon Survey |
| 341485 | 2007 TX365             | 9 d'octubre de 2007    | Mount Lemmon         | Mt. Lemmon Survey |
| 341486 | 2007 TE368             | 10 d'octubre de 2007   | Mount Lemmon         | Mt. Lemmon Survey |
| 341487 | 2007 TK371             | 12 d'octubre de 2007   | Mount Lemmon         | Mt. Lemmon Survey |
| 341488 | 2007 TZ375             | 15 d'octubre de 2007   | Mount Lemmon         | Mt. Lemmon Survey |
| 341489 | 2007 TN379             | 13 d'octubre de 2007   | Catalina             | CSS               |
| 341490 | 2007 TV380             | 14 d'octubre de 2007   | Kitt Peak            | Spacewatch        |
| 341491 | 2007 TN381             | 14 d'octubre de 2007   | Kitt Peak            | Spacewatch        |
| 341492 | 2007 TU381             | 14 d'octubre de 2007   | Kitt Peak            | Spacewatch        |
| 341493 | 2007 TZ381             | 14 d'octubre de 2007   | Kitt Peak            | Spacewatch        |
| 341494 | 2007 TA385             | 14 d'octubre de 2007   | Mount Lemmon         | Mt. Lemmon Survey |
| 341495 | 2007 TF388             | 13 d'octubre de 2007   | Mount Lemmon         | Mt. Lemmon Survey |
| 341496 | 2007 TZ390             | 8 d'octubre de 2007    | Mount Lemmon         | Mt. Lemmon Survey |
| 341497 | 2007 TL392             | 15 d'octubre de 2007   | Catalina             | CSS               |
| 341498 | 2007 TG393             | 13 d'octubre de 2007   | Kitt Peak            | Spacewatch        |
| 341499 | 2007 TH399             | 15 d'octubre de 2007   | Kitt Peak            | Spacewatch        |
| 341500 | 2007 TL399             | 15 d'octubre de 2007   | Catalina             | CSS               |

## 341501-341600
| Nom    | Designació provisional | Data de descobriment | Lloc de descobriment | Descobridor/s     |
| ------ | ---------------------- | -------------------- | -------------------- | ----------------- |
| 341501 | 2007 TX403             | 15 d'octubre de 2007 | Kitt Peak            | Spacewatch        |
| 341502 | 2007 TN405             | 15 d'octubre de 2007 | Kitt Peak            | Spacewatch        |
| 341503 | 2007 TO405             | 15 d'octubre de 2007 | Kitt Peak            | Spacewatch        |
| 341504 | 2007 TQ405             | 15 d'octubre de 2007 | Kitt Peak            | Spacewatch        |
| 341505 | 2007 TV405             | 15 d'octubre de 2007 | Kitt Peak            | Spacewatch        |
| 341506 | 2007 TG408             | 15 d'octubre de 2007 | Mount Lemmon         | Mt. Lemmon Survey |
| 341507 | 2007 TB410             | 15 d'octubre de 2007 | Kitt Peak            | Spacewatch        |
| 341508 | 2007 TC410             | 15 d'octubre de 2007 | Kitt Peak            | Spacewatch        |
| 341509 | 2007 TD414             | 15 d'octubre de 2007 | Catalina             | CSS               |
| 341510 | 2007 TP418             | 7 d'octubre de 2007  | Catalina             | CSS               |
| 341511 | 2007 TS418             | 8 d'octubre de 2007  | Kitt Peak            | Spacewatch        |
| 341512 | 2007 TC419             | 10 d'octubre de 2007 | Catalina             | CSS               |
| 341513 | 2007 TB420             | 9 d'octubre de 2007  | Catalina             | CSS               |
| 341514 | 2007 TB421             | 11 d'octubre de 2007 | Catalina             | CSS               |
| 341515 | 2007 TF425             | 8 d'octubre de 2007  | Kitt Peak            | Spacewatch        |
| 341516 | 2007 TR426             | 9 d'octubre de 2007  | Kitt Peak            | Spacewatch        |
| 341517 | 2007 TL427             | 10 d'octubre de 2007 | Catalina             | CSS               |
| 341518 | 2007 TU427             | 10 d'octubre de 2007 | Catalina             | CSS               |
| 341519 | 2007 TD429             | 12 d'octubre de 2007 | Kitt Peak            | Spacewatch        |
| 341520 | 2007 TY430             | 14 d'octubre de 2007 | Mauna Kea            | Mauna Kea         |
| 341521 | 2007 TG432             | 4 d'octubre de 2007  | Kitt Peak            | Spacewatch        |
| 341522 | 2007 TL432             | 4 d'octubre de 2007  | Kitt Peak            | Spacewatch        |
| 341523 | 2007 TT432             | 7 d'octubre de 2007  | Mount Lemmon         | Mt. Lemmon Survey |
| 341524 | 2007 TL434             | 9 d'octubre de 2007  | Kitt Peak            | Spacewatch        |
| 341525 | 2007 TU435             | 14 d'octubre de 2007 | Kitt Peak            | Spacewatch        |
| 341526 | 2007 TT440             | 8 d'octubre de 2007  | Catalina             | CSS               |
| 341527 | 2007 TF441             | 12 d'octubre de 2007 | Catalina             | CSS               |
| 341528 | 2007 TR441             | 7 d'octubre de 2007  | Catalina             | CSS               |
| 341529 | 2007 TT442             | 9 d'octubre de 2007  | Catalina             | CSS               |
| 341530 | 2007 TC443             | 11 d'octubre de 2007 | Catalina             | CSS               |
| 341531 | 2007 TQ443             | 9 d'octubre de 2007  | Socorro              | LINEAR            |
| 341532 | 2007 TR443             | 6 d'octubre de 1996  | Kitt Peak            | Spacewatch        |
| 341533 | 2007 TX444             | 16 d'octubre de 2002 | Needville            | Needville         |
| 341534 | 2007 TY444             | 11 d'octubre de 2007 | Kitt Peak            | Spacewatch        |
| 341535 | 2007 TO445             | 6 d'octubre de 2007  | Socorro              | LINEAR            |
| 341536 | 2007 TT445             | 7 d'octubre de 2007  | Kitt Peak            | Spacewatch        |
| 341537 | 2007 TH446             | 9 d'octubre de 2007  | Kitt Peak            | Spacewatch        |
| 341538 | 2007 TZ446             | 10 d'octubre de 2007 | Catalina             | CSS               |
| 341539 | 2007 TE449             | 9 d'octubre de 2007  | Mount Lemmon         | Mt. Lemmon Survey |
| 341540 | 2007 TA451             | 14 d'octubre de 2007 | Kitt Peak            | Spacewatch        |
| 341541 | 2007 TL452             | 7 d'octubre de 2007  | Kitt Peak            | Spacewatch        |
| 341542 | 2007 TN452             | 9 d'octubre de 2007  | Catalina             | CSS               |
| 341543 | 2007 TA453             | 14 d'octubre de 2007 | Mount Lemmon         | Mt. Lemmon Survey |
| 341544 | 2007 UC1               | 16 d'octubre de 2007 | Bisei SG Center      | BATTeRS           |
| 341545 | 2007 UF3               | 17 d'octubre de 2007 | 7300                 | W. K. Y. Yeung    |
| 341546 | 2007 UG3               | 17 d'octubre de 2007 | 7300                 | W. K. Y. Yeung    |
| 341547 | 2007 UV4               | 17 d'octubre de 2007 | Dauban               | Chante-Perdrix    |
| 341548 | 2007 UW4               | 17 d'octubre de 2007 | Dauban               | Chante-Perdrix    |
| 341549 | 2007 UX7               | 16 d'octubre de 2007 | Catalina             | CSS               |
| 341550 | 2007 UC8               | 16 d'octubre de 2007 | Catalina             | CSS               |
| 341551 | 2007 UN11              | 9 d'octubre de 2007  | Kitt Peak            | Spacewatch        |
| 341552 | 2007 UM21              | 16 d'octubre de 2007 | Kitt Peak            | Spacewatch        |
| 341553 | 2007 UZ21              | 16 d'octubre de 2007 | Kitt Peak            | Spacewatch        |
| 341554 | 2007 UK22              | 16 d'octubre de 2007 | Kitt Peak            | Spacewatch        |
| 341555 | 2007 UZ22              | 16 d'octubre de 2007 | Kitt Peak            | Spacewatch        |
| 341556 | 2007 UX23              | 16 d'octubre de 2007 | Kitt Peak            | Spacewatch        |
| 341557 | 2007 UD24              | 8 d'octubre de 2007  | Kitt Peak            | Spacewatch        |
| 341558 | 2007 UZ24              | 16 d'octubre de 2007 | Kitt Peak            | Spacewatch        |
| 341559 | 2007 UU25              | 16 d'octubre de 2007 | Kitt Peak            | Spacewatch        |
| 341560 | 2007 UQ33              | 16 d'octubre de 2007 | Catalina             | CSS               |
| 341561 | 2007 US36              | 19 d'octubre de 2007 | Kitt Peak            | Spacewatch        |
| 341562 | 2007 UE39              | 20 d'octubre de 2007 | Catalina             | CSS               |
| 341563 | 2007 UG40              | 20 d'octubre de 2007 | Mount Lemmon         | Mt. Lemmon Survey |
| 341564 | 2007 UH43              | 18 d'octubre de 2007 | Kitt Peak            | Spacewatch        |
| 341565 | 2007 UR43              | 18 d'octubre de 2007 | Kitt Peak            | Spacewatch        |
| 341566 | 2007 UJ46              | 20 d'octubre de 2007 | Catalina             | CSS               |
| 341567 | 2007 UP48              | 20 d'octubre de 2007 | Mount Lemmon         | Mt. Lemmon Survey |
| 341568 | 2007 UC49              | 21 d'octubre de 2007 | Kitt Peak            | Spacewatch        |
| 341569 | 2007 UG51              | 24 d'octubre de 2007 | Mount Lemmon         | Mt. Lemmon Survey |
| 341570 | 2007 UJ54              | 30 d'octubre de 2007 | Kitt Peak            | Spacewatch        |
| 341571 | 2007 UP55              | 30 d'octubre de 2007 | Kitt Peak            | Spacewatch        |
| 341572 | 2007 UW55              | 30 d'octubre de 2007 | Kitt Peak            | Spacewatch        |
| 341573 | 2007 UM57              | 30 d'octubre de 2007 | Mount Lemmon         | Mt. Lemmon Survey |
| 341574 | 2007 UN57              | 30 d'octubre de 2007 | Mount Lemmon         | Mt. Lemmon Survey |
| 341575 | 2007 UJ60              | 30 d'octubre de 2007 | Mount Lemmon         | Mt. Lemmon Survey |
| 341576 | 2007 UH61              | 30 d'octubre de 2007 | Mount Lemmon         | Mt. Lemmon Survey |
| 341577 | 2007 UU61              | 30 d'octubre de 2007 | Kitt Peak            | Spacewatch        |
| 341578 | 2007 UB63              | 30 d'octubre de 2007 | Kitt Peak            | Spacewatch        |
| 341579 | 2007 UA67              | 30 d'octubre de 2007 | Kitt Peak            | Spacewatch        |
| 341580 | 2007 UE77              | 31 d'octubre de 2007 | Mount Lemmon         | Mt. Lemmon Survey |
| 341581 | 2007 UN77              | 31 d'octubre de 2007 | Catalina             | CSS               |
| 341582 | 2007 UJ81              | 30 d'octubre de 2007 | Kitt Peak            | Spacewatch        |
| 341583 | 2007 UP82              | 30 d'octubre de 2007 | Kitt Peak            | Spacewatch        |
| 341584 | 2007 UY82              | 30 d'octubre de 2007 | Kitt Peak            | Spacewatch        |
| 341585 | 2007 UZ85              | 30 d'octubre de 2007 | Kitt Peak            | Spacewatch        |
| 341586 | 2007 UL87              | 30 d'octubre de 2007 | Kitt Peak            | Spacewatch        |
| 341587 | 2007 UT88              | 30 d'octubre de 2007 | Mount Lemmon         | Mt. Lemmon Survey |
| 341588 | 2007 UB89              | 30 d'octubre de 2007 | Mount Lemmon         | Mt. Lemmon Survey |
| 341589 | 2007 UJ89              | 30 d'octubre de 2007 | Mount Lemmon         | Mt. Lemmon Survey |
| 341590 | 2007 UM90              | 30 d'octubre de 2007 | Mount Lemmon         | Mt. Lemmon Survey |
| 341591 | 2007 UF94              | 31 d'octubre de 2007 | Mount Lemmon         | Mt. Lemmon Survey |
| 341592 | 2007 UH97              | 30 d'octubre de 2007 | Mount Lemmon         | Mt. Lemmon Survey |
| 341593 | 2007 UH98              | 30 d'octubre de 2007 | Kitt Peak            | Spacewatch        |
| 341594 | 2007 UP98              | 30 d'octubre de 2007 | Kitt Peak            | Spacewatch        |
| 341595 | 2007 UX98              | 30 d'octubre de 2007 | Kitt Peak            | Spacewatch        |
| 341596 | 2007 UA99              | 30 d'octubre de 2007 | Kitt Peak            | Spacewatch        |
| 341597 | 2007 UH99              | 30 d'octubre de 2007 | Kitt Peak            | Spacewatch        |
| 341598 | 2007 UT100             | 30 d'octubre de 2007 | Kitt Peak            | Spacewatch        |
| 341599 | 2007 UC104             | 30 d'octubre de 2007 | Kitt Peak            | Spacewatch        |
| 341600 | 2007 UT105             | 30 d'octubre de 2007 | Kitt Peak            | Spacewatch        |

## 341601-341700
| Nom    | Designació provisional | Data de descobriment   | Lloc de descobriment | Descobridor/s     |
| ------ | ---------------------- | ---------------------- | -------------------- | ----------------- |
| 341601 | 2007 UW105             | 30 d'octubre de 2007   | Kitt Peak            | Spacewatch        |
| 341602 | 2007 UG107             | 31 d'octubre de 2007   | Catalina             | CSS               |
| 341603 | 2007 UV107             | 30 d'octubre de 2007   | Kitt Peak            | Spacewatch        |
| 341604 | 2007 UH108             | 30 d'octubre de 2007   | Kitt Peak            | Spacewatch        |
| 341605 | 2007 UH114             | 31 d'octubre de 2007   | Kitt Peak            | Spacewatch        |
| 341606 | 2007 UA115             | 31 d'octubre de 2007   | Kitt Peak            | Spacewatch        |
| 341607 | 2007 UP118             | 31 d'octubre de 2007   | Mount Lemmon         | Mt. Lemmon Survey |
| 341608 | 2007 UD124             | 31 d'octubre de 2007   | Mount Lemmon         | Mt. Lemmon Survey |
| 341609 | 2007 UP125             | 17 d'octubre de 2007   | Mount Lemmon         | Mt. Lemmon Survey |
| 341610 | 2007 UL127             | 30 d'octubre de 2007   | Kitt Peak            | Spacewatch        |
| 341611 | 2007 UP128             | 20 d'octubre de 2007   | Mount Lemmon         | Mt. Lemmon Survey |
| 341612 | 2007 UW128             | 24 d'octubre de 2007   | Mount Lemmon         | Mt. Lemmon Survey |
| 341613 | 2007 UD129             | 16 d'octubre de 2007   | Mount Lemmon         | Mt. Lemmon Survey |
| 341614 | 2007 UH130             | 18 d'octubre de 2007   | Kitt Peak            | Spacewatch        |
| 341615 | 2007 UJ131             | 16 d'octubre de 2007   | Catalina             | CSS               |
| 341616 | 2007 UT131             | 17 d'octubre de 2007   | Mount Lemmon         | Mt. Lemmon Survey |
| 341617 | 2007 UH132             | 19 d'octubre de 2007   | Kitt Peak            | Spacewatch        |
| 341618 | 2007 UQ132             | 20 d'octubre de 2007   | Mount Lemmon         | Mt. Lemmon Survey |
| 341619 | 2007 UJ133             | 30 d'octubre de 2007   | Kitt Peak            | Spacewatch        |
| 341620 | 2007 US137             | 17 d'octubre de 2007   | Mount Lemmon         | Mt. Lemmon Survey |
| 341621 | 2007 UW138             | 21 d'octubre de 2007   | Kitt Peak            | Spacewatch        |
| 341622 | 2007 UD139             | 21 d'octubre de 2007   | Catalina             | CSS               |
| 341623 | 2007 UG139             | 21 d'octubre de 2007   | Mount Lemmon         | Mt. Lemmon Survey |
| 341624 | 2007 UC141             | 21 d'octubre de 2007   | Kitt Peak            | Spacewatch        |
| 341625 | 2007 VK1               | 2 de novembre de 2007  | Pla D'Arguines       | R. Ferrando       |
| 341626 | 2007 VT2               | 3 de novembre de 2007  | La Canada            | J. Lacruz         |
| 341627 | 2007 VN4               | 3 de novembre de 2007  | Costitx              | OAM               |
| 341628 | 2007 VY8               | 2 de novembre de 2007  | Kitt Peak            | Spacewatch        |
| 341629 | 2007 VG9               | 2 de novembre de 2007  | Mount Lemmon         | Mt. Lemmon Survey |
| 341630 | 2007 VD10              | 1 de novembre de 2007  | Crni Vrh             | Crni Vrh          |
| 341631 | 2007 VT12              | 1 de novembre de 2007  | Kitt Peak            | Spacewatch        |
| 341632 | 2007 VM13              | 1 de novembre de 2007  | Mount Lemmon         | Mt. Lemmon Survey |
| 341633 | 2007 VB16              | 1 de novembre de 2007  | Kitt Peak            | Spacewatch        |
| 341634 | 2007 VQ16              | 1 de novembre de 2007  | Mount Lemmon         | Mt. Lemmon Survey |
| 341635 | 2007 VS18              | 1 de novembre de 2007  | Mount Lemmon         | Mt. Lemmon Survey |
| 341636 | 2007 VG25              | 2 de novembre de 2007  | Catalina             | CSS               |
| 341637 | 2007 VU25              | 2 de novembre de 2007  | Mount Lemmon         | Mt. Lemmon Survey |
| 341638 | 2007 VN28              | 2 de novembre de 2007  | Mount Lemmon         | Mt. Lemmon Survey |
| 341639 | 2007 VB29              | 3 de novembre de 2007  | Mount Lemmon         | Mt. Lemmon Survey |
| 341640 | 2007 VS31              | 2 de novembre de 2007  | Kitt Peak            | Spacewatch        |
| 341641 | 2007 VK33              | 2 de novembre de 2007  | Kitt Peak            | Spacewatch        |
| 341642 | 2007 VL33              | 2 de novembre de 2007  | Kitt Peak            | Spacewatch        |
| 341643 | 2007 VM38              | 2 de novembre de 2007  | Catalina             | CSS               |
| 341644 | 2007 VN38              | 2 de novembre de 2007  | Catalina             | CSS               |
| 341645 | 2007 VO43              | 1 de novembre de 2007  | Kitt Peak            | Spacewatch        |
| 341646 | 2007 VC44              | 1 de novembre de 2007  | Kitt Peak            | Spacewatch        |
| 341647 | 2007 VD46              | 1 de novembre de 2007  | Kitt Peak            | Spacewatch        |
| 341648 | 2007 VL46              | 1 de novembre de 2007  | Kitt Peak            | Spacewatch        |
| 341649 | 2007 VK49              | 1 de novembre de 2007  | Kitt Peak            | Spacewatch        |
| 341650 | 2007 VQ51              | 1 de novembre de 2007  | Kitt Peak            | Spacewatch        |
| 341651 | 2007 VZ51              | 1 de novembre de 2007  | Kitt Peak            | Spacewatch        |
| 341652 | 2007 VG52              | 1 de novembre de 2007  | Kitt Peak            | Spacewatch        |
| 341653 | 2007 VR52              | 1 de novembre de 2007  | Kitt Peak            | Spacewatch        |
| 341654 | 2007 VO55              | 1 de novembre de 2007  | Kitt Peak            | Spacewatch        |
| 341655 | 2007 VG59              | 1 de novembre de 2007  | Kitt Peak            | Spacewatch        |
| 341656 | 2007 VQ59              | 1 de novembre de 2007  | Kitt Peak            | Spacewatch        |
| 341657 | 2007 VT60              | 1 de novembre de 2007  | Kitt Peak            | Spacewatch        |
| 341658 | 2007 VU61              | 1 de novembre de 2007  | Kitt Peak            | Spacewatch        |
| 341659 | 2007 VC62              | 1 de novembre de 2007  | Kitt Peak            | Spacewatch        |
| 341660 | 2007 VZ62              | 1 de novembre de 2007  | Kitt Peak            | Spacewatch        |
| 341661 | 2007 VK63              | 1 de novembre de 2007  | Kitt Peak            | Spacewatch        |
| 341662 | 2007 VS64              | 1 de novembre de 2007  | Kitt Peak            | Spacewatch        |
| 341663 | 2007 VE72              | 1 de novembre de 2007  | Kitt Peak            | Spacewatch        |
| 341664 | 2007 VO73              | 2 de novembre de 2007  | Kitt Peak            | Spacewatch        |
| 341665 | 2007 VZ75              | 3 de novembre de 2007  | Kitt Peak            | Spacewatch        |
| 341666 | 2007 VK76              | 3 de novembre de 2007  | Kitt Peak            | Spacewatch        |
| 341667 | 2007 VE78              | 3 de novembre de 2007  | Kitt Peak            | Spacewatch        |
| 341668 | 2007 VR85              | 13 de febrer de 1999   | Kitt Peak            | Spacewatch        |
| 341669 | 2007 VF86              | 2 de novembre de 2007  | Socorro              | LINEAR            |
| 341670 | 2007 VW86              | 2 de novembre de 2007  | Socorro              | LINEAR            |
| 341671 | 2007 VZ86              | 2 de novembre de 2007  | Socorro              | LINEAR            |
| 341672 | 2007 VF87              | 2 de novembre de 2007  | Socorro              | LINEAR            |
| 341673 | 2007 VJ87              | 2 de novembre de 2007  | Socorro              | LINEAR            |
| 341674 | 2007 VX88              | 3 de novembre de 2007  | Socorro              | LINEAR            |
| 341675 | 2007 VN90              | 5 de novembre de 2007  | Socorro              | LINEAR            |
| 341676 | 2007 VP90              | 5 de novembre de 2007  | Socorro              | LINEAR            |
| 341677 | 2007 VE92              | 8 de novembre de 2007  | Socorro              | LINEAR            |
| 341678 | 2007 VS92              | 3 de novembre de 2007  | Socorro              | LINEAR            |
| 341679 | 2007 VV94              | 8 de novembre de 2007  | Socorro              | LINEAR            |
| 341680 | 2007 VB102             | 2 de novembre de 2007  | Kitt Peak            | Spacewatch        |
| 341681 | 2007 VD104             | 3 de novembre de 2007  | Kitt Peak            | Spacewatch        |
| 341682 | 2007 VT105             | 3 de novembre de 2007  | Kitt Peak            | Spacewatch        |
| 341683 | 2007 VS107             | 3 de novembre de 2007  | Kitt Peak            | Spacewatch        |
| 341684 | 2007 VP109             | 3 de novembre de 2007  | Kitt Peak            | Spacewatch        |
| 341685 | 2007 VM110             | 3 de novembre de 2007  | Kitt Peak            | Spacewatch        |
| 341686 | 2007 VK115             | 3 de novembre de 2007  | Kitt Peak            | Spacewatch        |
| 341687 | 2007 VM118             | 4 de novembre de 2007  | Mount Lemmon         | Mt. Lemmon Survey |
| 341688 | 2007 VQ119             | 5 de novembre de 2007  | Kitt Peak            | Spacewatch        |
| 341689 | 2007 VS122             | 5 de novembre de 2007  | Mount Lemmon         | Mt. Lemmon Survey |
| 341690 | 2007 VM126             | 11 de novembre de 2007 | Catalina             | CSS               |
| 341691 | 2007 VT133             | 2 de novembre de 2007  | Catalina             | CSS               |
| 341692 | 2007 VD135             | 3 de novembre de 2007  | Kitt Peak            | Spacewatch        |
| 341693 | 2007 VH141             | 4 de novembre de 2007  | Kitt Peak            | Spacewatch        |
| 341694 | 2007 VR141             | 4 de novembre de 2007  | Kitt Peak            | Spacewatch        |
| 341695 | 2007 VU146             | 4 de novembre de 2007  | Mount Lemmon         | Mt. Lemmon Survey |
| 341696 | 2007 VJ147             | 4 de novembre de 2007  | Kitt Peak            | Spacewatch        |
| 341697 | 2007 VD152             | 2 de novembre de 2007  | Kitt Peak            | Spacewatch        |
| 341698 | 2007 VK153             | 4 de novembre de 2007  | Kitt Peak            | Spacewatch        |
| 341699 | 2007 VE154             | 4 de novembre de 2007  | Kitt Peak            | Spacewatch        |
| 341700 | 2007 VF160             | 5 de novembre de 2007  | Kitt Peak            | Spacewatch        |

## 341701-341800
| Nom    | Designació provisional | Data de descobriment   | Lloc de descobriment | Descobridor/s          |
| ------ | ---------------------- | ---------------------- | -------------------- | ---------------------- |
| 341701 | 2007 VO161             | 5 de novembre de 2007  | Kitt Peak            | Spacewatch             |
| 341702 | 2007 VS166             | 5 de novembre de 2007  | Kitt Peak            | Spacewatch             |
| 341703 | 2007 VT167             | 5 de novembre de 2007  | Kitt Peak            | Spacewatch             |
| 341704 | 2007 VX168             | 5 de novembre de 2007  | Kitt Peak            | Spacewatch             |
| 341705 | 2007 VH172             | 8 de novembre de 2007  | Kitt Peak            | Spacewatch             |
| 341706 | 2007 VU173             | 2 de novembre de 2007  | Catalina             | CSS                    |
| 341707 | 2007 VY173             | 19 d'octubre de 2007   | Kitt Peak            | Spacewatch             |
| 341708 | 2007 VV180             | 7 de novembre de 2007  | Catalina             | CSS                    |
| 341709 | 2007 VE183             | 8 d'octubre de 2007    | Kitt Peak            | Spacewatch             |
| 341710 | 2007 VM183             | 8 de novembre de 2007  | Catalina             | CSS                    |
| 341711 | 2007 VO185             | 8 de novembre de 2007  | Catalina             | CSS                    |
| 341712 | 2007 VF188             | 11 de novembre de 2007 | Goodricke-Pigott     | R. A. Tucker           |
| 341713 | 2007 VC189             | 13 de novembre de 2007 | Bisei SG Center      | BATTeRS                |
| 341714 | 2007 VS191             | 4 de novembre de 2007  | Mount Lemmon         | Mt. Lemmon Survey      |
| 341715 | 2007 VF195             | 7 de novembre de 2007  | Mount Lemmon         | Mt. Lemmon Survey      |
| 341716 | 2007 VQ199             | 9 de novembre de 2007  | Mount Lemmon         | Mt. Lemmon Survey      |
| 341717 | 2007 VC207             | 9 de novembre de 2007  | Catalina             | CSS                    |
| 341718 | 2007 VM211             | 9 de novembre de 2007  | Kitt Peak            | Spacewatch             |
| 341719 | 2007 VV211             | 9 de novembre de 2007  | Kitt Peak            | Spacewatch             |
| 341720 | 2007 VE212             | 20 d'octubre de 2007   | Mount Lemmon         | Mt. Lemmon Survey      |
| 341721 | 2007 VF213             | 9 de novembre de 2007  | Kitt Peak            | Spacewatch             |
| 341722 | 2007 VM215             | 9 de novembre de 2007  | Kitt Peak            | Spacewatch             |
| 341723 | 2007 VC218             | 9 de novembre de 2007  | Kitt Peak            | Spacewatch             |
| 341724 | 2007 VG219             | 9 de novembre de 2007  | Kitt Peak            | Spacewatch             |
| 341725 | 2007 VL219             | 9 de novembre de 2007  | Kitt Peak            | Spacewatch             |
| 341726 | 2007 VB222             | 6 de novembre de 2007  | Purple Mountain      | PMO NEO Survey Program |
| 341727 | 2007 VF228             | 12 de novembre de 2007 | Mount Lemmon         | Mt. Lemmon Survey      |
| 341728 | 2007 VF229             | 7 de novembre de 2007  | Kitt Peak            | Spacewatch             |
| 341729 | 2007 VJ229             | 7 de novembre de 2007  | Kitt Peak            | Spacewatch             |
| 341730 | 2007 VN232             | 7 de novembre de 2007  | Kitt Peak            | Spacewatch             |
| 341731 | 2007 VR232             | 7 de novembre de 2007  | Kitt Peak            | Spacewatch             |
| 341732 | 2007 VL240             | 7 de novembre de 2007  | Catalina             | CSS                    |
| 341733 | 2007 VN241             | 12 de novembre de 2007 | Catalina             | CSS                    |
| 341734 | 2007 VT243             | 13 de novembre de 2007 | Dauban               | Chante-Perdrix         |
| 341735 | 2007 VQ245             | 8 de novembre de 2007  | Catalina             | CSS                    |
| 341736 | 2007 VG250             | 14 de novembre de 2007 | Mount Lemmon         | Mt. Lemmon Survey      |
| 341737 | 2007 VF252             | 12 de novembre de 2007 | Catalina             | CSS                    |
| 341738 | 2007 VK254             | 15 de novembre de 2007 | Catalina             | CSS                    |
| 341739 | 2007 VK255             | 12 de novembre de 2007 | Mount Lemmon         | Mt. Lemmon Survey      |
| 341740 | 2007 VQ257             | 13 de novembre de 2007 | Catalina             | CSS                    |
| 341741 | 2007 VG265             | 13 de novembre de 2007 | Kitt Peak            | Spacewatch             |
| 341742 | 2007 VB266             | 13 de novembre de 2007 | Kitt Peak            | Spacewatch             |
| 341743 | 2007 VB267             | 11 de novembre de 2007 | Cerro Burek          | Cerro Burek            |
| 341744 | 2007 VL267             | 14 de novembre de 2007 | Bisei SG Center      | BATTeRS                |
| 341745 | 2007 VR268             | 12 de novembre de 2007 | Socorro              | LINEAR                 |
| 341746 | 2007 VD270             | 8 de novembre de 2007  | Kitt Peak            | Spacewatch             |
| 341747 | 2007 VJ275             | 13 de novembre de 2007 | Kitt Peak            | Spacewatch             |
| 341748 | 2007 VU275             | 13 de novembre de 2007 | Kitt Peak            | Spacewatch             |
| 341749 | 2007 VF280             | 14 de novembre de 2007 | Kitt Peak            | Spacewatch             |
| 341750 | 2007 VM284             | 14 de novembre de 2007 | Kitt Peak            | Spacewatch             |
| 341751 | 2007 VS286             | 14 de novembre de 2007 | Kitt Peak            | Spacewatch             |
| 341752 | 2007 VZ294             | 15 de novembre de 2007 | Anderson Mesa        | LONEOS                 |
| 341753 | 2007 VG297             | 21 de setembre de 2007 | Socorro              | LINEAR                 |
| 341754 | 2007 VD301             | 15 de novembre de 2007 | Catalina             | CSS                    |
| 341755 | 2007 VB303             | 3 de novembre de 2007  | Catalina             | CSS                    |
| 341756 | 2007 VL306             | 1 de novembre de 2007  | Kitt Peak            | Spacewatch             |
| 341757 | 2007 VD311             | 1 de novembre de 2007  | Kitt Peak            | Spacewatch             |
| 341758 | 2007 VJ311             | 5 de novembre de 2007  | Purple Mountain      | PMO NEO Survey Program |
| 341759 | 2007 VN313             | 9 de novembre de 2007  | Catalina             | CSS                    |
| 341760 | 2007 VE315             | 4 de novembre de 2007  | Kitt Peak            | Spacewatch             |
| 341761 | 2007 VJ319             | 4 de novembre de 2007  | Kitt Peak            | Spacewatch             |
| 341762 | 2007 VS321             | 5 de novembre de 2007  | Kitt Peak            | Spacewatch             |
| 341763 | 2007 VK326             | 4 de novembre de 2007  | Socorro              | LINEAR                 |
| 341764 | 2007 VZ326             | 5 de novembre de 2007  | Kitt Peak            | Spacewatch             |
| 341765 | 2007 VF328             | 8 de novembre de 2007  | Catalina             | CSS                    |
| 341766 | 2007 VY329             | 2 de novembre de 2007  | Socorro              | LINEAR                 |
| 341767 | 2007 VC330             | 2 de novembre de 2007  | Kitt Peak            | Spacewatch             |
| 341768 | 2007 VZ330             | 5 de novembre de 2007  | Mount Lemmon         | Mt. Lemmon Survey      |
| 341769 | 2007 VG333             | 9 de novembre de 2007  | Kitt Peak            | Spacewatch             |
| 341770 | 2007 VX334             | 22 de juliol de 1995   | Kitt Peak            | Spacewatch             |
| 341771 | 2007 VA335             | 14 d'agost de 2006     | Siding Spring        | Siding Spring Survey   |
| 341772 | 2007 VB335             | 14 de novembre de 2007 | Kitt Peak            | Spacewatch             |
| 341773 | 2007 WZ1               | 17 de novembre de 2007 | Bisei SG Center      | BATTeRS                |
| 341774 | 2007 WG3               | 16 de novembre de 2007 | Mount Lemmon         | Mt. Lemmon Survey      |
| 341775 | 2007 WE7               | 18 de novembre de 2007 | Socorro              | LINEAR                 |
| 341776 | 2007 WV7               | 18 de novembre de 2007 | Socorro              | LINEAR                 |
| 341777 | 2007 WC8               | 18 de novembre de 2007 | Socorro              | LINEAR                 |
| 341778 | 2007 WH8               | 18 de novembre de 2007 | Socorro              | LINEAR                 |
| 341779 | 2007 WS23              | 18 de novembre de 2007 | Mount Lemmon         | Mt. Lemmon Survey      |
| 341780 | 2007 WS24              | 2 de novembre de 2007  | Kitt Peak            | Spacewatch             |
| 341781 | 2007 WX30              | 19 de novembre de 2007 | Kitt Peak            | Spacewatch             |
| 341782 | 2007 WF37              | 19 de novembre de 2007 | Mount Lemmon         | Mt. Lemmon Survey      |
| 341783 | 2007 WP37              | 19 de novembre de 2007 | Mount Lemmon         | Mt. Lemmon Survey      |
| 341784 | 2007 WS41              | 15 d'octubre de 2007   | Mount Lemmon         | Mt. Lemmon Survey      |
| 341785 | 2007 WU42              | 19 de novembre de 2007 | Kitt Peak            | Spacewatch             |
| 341786 | 2007 WD45              | 20 de novembre de 2007 | Mount Lemmon         | Mt. Lemmon Survey      |
| 341787 | 2007 WY47              | 20 de novembre de 2007 | Mount Lemmon         | Mt. Lemmon Survey      |
| 341788 | 2007 WM48              | 20 de novembre de 2007 | Mount Lemmon         | Mt. Lemmon Survey      |
| 341789 | 2007 WJ58              | 20 de novembre de 2007 | Kitt Peak            | Spacewatch             |
| 341790 | 2007 WG59              | 20 de novembre de 2007 | Kitt Peak            | Spacewatch             |
| 341791 | 2007 WM61              | 18 de novembre de 2007 | Kitt Peak            | Spacewatch             |
| 341792 | 2007 XN6               | 4 de desembre de 2007  | Catalina             | CSS                    |
| 341793 | 2007 XL10              | 5 de desembre de 2007  | Bisei SG Center      | BATTeRS                |
| 341794 | 2007 XV11              | 4 de desembre de 2007  | Kitt Peak            | Spacewatch             |
| 341795 | 2007 XF15              | 6 de desembre de 2007  | La Sagra             | La Sagra               |
| 341796 | 2007 XD20              | 4 de desembre de 2007  | Catalina             | CSS                    |
| 341797 | 2007 XK21              | 10 de desembre de 2007 | Socorro              | LINEAR                 |
| 341798 | 2007 XU22              | 12 de desembre de 2007 | Socorro              | LINEAR                 |
| 341799 | 2007 XF23              | 13 de desembre de 2007 | Dauban               | Chante-Perdrix         |
| 341800 | 2007 XP25              | 14 de desembre de 2007 | La Sagra             | La Sagra               |

## 341801-341900
| Nom    | Designació provisional | Data de descobriment   | Lloc de descobriment | Descobridor/s     |
| ------ | ---------------------- | ---------------------- | -------------------- | ----------------- |
| 341801 | 2007 XQ27              | 14 de desembre de 2007 | Kitt Peak            | Spacewatch        |
| 341802 | 2007 XG29              | 15 de desembre de 2007 | Mount Lemmon         | Mt. Lemmon Survey |
| 341803 | 2007 XL32              | 25 d'octubre de 2007   | Mount Lemmon         | Mt. Lemmon Survey |
| 341804 | 2007 XC35              | 13 de desembre de 2007 | Socorro              | LINEAR            |
| 341805 | 2007 XT35              | 13 de desembre de 2007 | Socorro              | LINEAR            |
| 341806 | 2007 XA37              | 13 de desembre de 2007 | Socorro              | LINEAR            |
| 341807 | 2007 XS41              | 15 de desembre de 2007 | Socorro              | LINEAR            |
| 341808 | 2007 XF43              | 15 de desembre de 2007 | Kitt Peak            | Spacewatch        |
| 341809 | 2007 XE44              | 15 de desembre de 2007 | Kitt Peak            | Spacewatch        |
| 341810 | 2007 XQ49              | 15 de desembre de 2007 | Kitt Peak            | Spacewatch        |
| 341811 | 2007 XS49              | 15 de desembre de 2007 | Kitt Peak            | Spacewatch        |
| 341812 | 2007 XB55              | 5 de desembre de 2007  | Kitt Peak            | Spacewatch        |
| 341813 | 2007 XH57              | 28 de setembre de 2001 | Palomar              | NEAT              |
| 341814 | 2007 XR57              | 11 d'octubre de 2006   | Palomar              | NEAT              |
| 341815 | 2007 XY57              | 5 de desembre de 2007  | Socorro              | LINEAR            |
| 341816 | 2007 YK                | 16 de desembre de 2007 | Catalina             | CSS               |
| 341817 | 2007 YV2               | 17 de desembre de 2007 | Bergisch Gladbac     | W. Bickel         |
| 341818 | 2007 YX16              | 16 de desembre de 2007 | Kitt Peak            | Spacewatch        |
| 341819 | 2007 YE32              | 28 de desembre de 2007 | Kitt Peak            | Spacewatch        |
| 341820 | 2007 YT51              | 30 de desembre de 2007 | Kitt Peak            | Spacewatch        |
| 341821 | 2007 YS52              | 30 de desembre de 2007 | Catalina             | CSS               |
| 341822 | 2007 YW65              | 30 de desembre de 2007 | Kitt Peak            | Spacewatch        |
| 341823 | 2007 YB69              | 17 de desembre de 2007 | Kitt Peak            | Spacewatch        |
| 341824 | 2008 AZ5               | 17 de març de 2004     | Kitt Peak            | Spacewatch        |
| 341825 | 2008 AE22              | 10 de gener de 2008    | Mount Lemmon         | Mt. Lemmon Survey |
| 341826 | 2008 AC30              | 10 de gener de 2008    | Marly                | P. Kocher         |
| 341827 | 2008 AH87              | 12 de gener de 2008    | Mount Lemmon         | Mt. Lemmon Survey |
| 341828 | 2008 BK2               | 18 de gener de 2008    | Pla D'Arguines       | R. Ferrando       |
| 341829 | 2008 BF39              | 30 de gener de 2008    | Catalina             | CSS               |
| 341830 | 2008 CY53              | 7 de febrer de 2008    | Catalina             | CSS               |
| 341831 | 2008 CU64              | 8 de febrer de 2008    | Mount Lemmon         | Mt. Lemmon Survey |
| 341832 | 2008 CP72              | 9 de febrer de 2008    | Crni Vrh             | Crni Vrh          |
| 341833 | 2008 CS89              | 8 de febrer de 2008    | Kitt Peak            | Spacewatch        |
| 341834 | 2008 CY106             | 9 de febrer de 2008    | Mount Lemmon         | Mt. Lemmon Survey |
| 341835 | 2008 CB136             | 8 de febrer de 2008    | Mount Lemmon         | Mt. Lemmon Survey |
| 341836 | 2008 CH144             | 9 de febrer de 2008    | Mount Lemmon         | Mt. Lemmon Survey |
| 341837 | 2008 CT200             | 8 de febrer de 2008    | Kitt Peak            | Spacewatch        |
| 341838 | 2008 CW205             | 2 de febrer de 2008    | Mount Lemmon         | Mt. Lemmon Survey |
| 341839 | 2008 DP5               | 27 de febrer de 2008   | Mayhill              | W. G. Dillon      |
| 341840 | 2008 DR49              | 29 de febrer de 2008   | Mount Lemmon         | Mt. Lemmon Survey |
| 341841 | 2008 DN52              | 29 de febrer de 2008   | Mount Lemmon         | Mt. Lemmon Survey |
| 341842 | 2008 DG79              | 27 de febrer de 2008   | Catalina             | CSS               |
| 341843 | 2008 EV5               | 4 de març de 2008      | Mount Lemmon         | Mt. Lemmon Survey |
| 341844 | 2008 EF29              | 4 de març de 2008      | Mount Lemmon         | Mt. Lemmon Survey |
| 341845 | 2008 EQ39              | 4 de març de 2008      | Kitt Peak            | Spacewatch        |
| 341846 | 2008 EV55              | 7 de març de 2008      | Mount Lemmon         | Mt. Lemmon Survey |
| 341847 | 2008 EC121             | 9 de març de 2008      | Kitt Peak            | Spacewatch        |
| 341848 | 2008 EV147             | 1 de març de 2008      | Kitt Peak            | Spacewatch        |
| 341849 | 2008 FT20              | 27 de març de 2008     | Kitt Peak            | Spacewatch        |
| 341850 | 2008 FM21              | 27 de març de 2008     | Kitt Peak            | Spacewatch        |
| 341851 | 2008 FC30              | 24 de febrer de 2008   | Kitt Peak            | Spacewatch        |
| 341852 | 2008 FQ50              | 28 de març de 2008     | Kitt Peak            | Spacewatch        |
| 341853 | 2008 FH57              | 28 de març de 2008     | Mount Lemmon         | Mt. Lemmon Survey |
| 341854 | 2008 FO63              | 27 de març de 2008     | Kitt Peak            | Spacewatch        |
| 341855 | 2008 FF79              | 27 de març de 2008     | Mount Lemmon         | Mt. Lemmon Survey |
| 341856 | 2008 FN94              | 29 de març de 2008     | Kitt Peak            | Spacewatch        |
| 341857 | 2008 FV100             | 30 de març de 2008     | Kitt Peak            | Spacewatch        |
| 341858 | 2008 FQ112             | 31 de març de 2008     | Kitt Peak            | Spacewatch        |
| 341859 | 2008 FW112             | 31 de març de 2008     | Kitt Peak            | Spacewatch        |
| 341860 | 2008 FM117             | 31 de març de 2008     | Kitt Peak            | Spacewatch        |
| 341861 | 2008 FA118             | 31 de març de 2008     | Kitt Peak            | Spacewatch        |
| 341862 | 2008 FC124             | 29 de març de 2008     | Kitt Peak            | Spacewatch        |
| 341863 | 2008 FB126             | 29 de març de 2008     | Kitt Peak            | Spacewatch        |
| 341864 | 2008 FE130             | 29 de març de 2008     | Kitt Peak            | Spacewatch        |
| 341865 | 2008 FA132             | 29 de març de 2008     | Kitt Peak            | Spacewatch        |
| 341866 | 2008 FS132             | 2 de febrer de 2008    | Mount Lemmon         | Mt. Lemmon Survey |
| 341867 | 2008 FL134             | 29 de març de 2008     | Kitt Peak            | Spacewatch        |
| 341868 | 2008 GU1               | 4 d'abril de 2008      | Wrightwood           | J. W. Young       |
| 341869 | 2008 GW6               | 1 d'abril de 2008      | Kitt Peak            | Spacewatch        |
| 341870 | 2008 GS31              | 3 d'abril de 2008      | Kitt Peak            | Spacewatch        |
| 341871 | 2008 GH38              | 3 d'abril de 2008      | Mount Lemmon         | Mt. Lemmon Survey |
| 341872 | 2008 GW44              | 4 d'abril de 2008      | Kitt Peak            | Spacewatch        |
| 341873 | 2008 GT45              | 4 d'abril de 2008      | Kitt Peak            | Spacewatch        |
| 341874 | 2008 GB53              | 5 d'abril de 2008      | Mount Lemmon         | Mt. Lemmon Survey |
| 341875 | 2008 GX56              | 5 d'abril de 2008      | Mount Lemmon         | Mt. Lemmon Survey |
| 341876 | 2008 GW77              | 7 d'abril de 2008      | Kitt Peak            | Spacewatch        |
| 341877 | 2008 GA78              | 7 d'abril de 2008      | Kitt Peak            | Spacewatch        |
| 341878 | 2008 GL86              | 9 d'abril de 2008      | Kitt Peak            | Spacewatch        |
| 341879 | 2008 GT86              | 9 d'abril de 2008      | Mount Lemmon         | Mt. Lemmon Survey |
| 341880 | 2008 GT87              | 5 d'abril de 2008      | Mount Lemmon         | Mt. Lemmon Survey |
| 341881 | 2008 GM94              | 7 d'abril de 2008      | Kitt Peak            | Spacewatch        |
| 341882 | 2008 GA101             | 9 d'abril de 2008      | Kitt Peak            | Spacewatch        |
| 341883 | 2008 GS104             | 11 d'abril de 2008     | Kitt Peak            | Spacewatch        |
| 341884 | 2008 GA120             | 30 de juliol de 2005   | Palomar              | NEAT              |
| 341885 | 2008 GB131             | 7 d'abril de 2008      | Kitt Peak            | Spacewatch        |
| 341886 | 2008 GG132             | 10 d'abril de 2008     | Kitt Peak            | Spacewatch        |
| 341887 | 2008 GM133             | 3 d'abril de 2008      | Kitt Peak            | Spacewatch        |
| 341888 | 2008 GT143             | 14 d'abril de 2008     | Mount Lemmon         | Mt. Lemmon Survey |
| 341889 | 2008 HF                | 16 d'abril de 2008     | Mount Lemmon         | Mt. Lemmon Survey |
| 341890 | 2008 HK12              | 1 d'abril de 2008      | Kitt Peak            | Spacewatch        |
| 341891 | 2008 HK18              | 31 de març de 2008     | Mount Lemmon         | Mt. Lemmon Survey |
| 341892 | 2008 HM20              | 26 d'abril de 2008     | Mount Lemmon         | Mt. Lemmon Survey |
| 341893 | 2008 HF21              | 26 d'abril de 2008     | Kitt Peak            | Spacewatch        |
| 341894 | 2008 HR21              | 26 d'abril de 2008     | Mount Lemmon         | Mt. Lemmon Survey |
| 341895 | 2008 HW21              | 26 d'abril de 2008     | Mount Lemmon         | Mt. Lemmon Survey |
| 341896 | 2008 HR36              | 30 d'abril de 2008     | Kitt Peak            | Spacewatch        |
| 341897 | 2008 HJ43              | 27 d'abril de 2008     | Mount Lemmon         | Mt. Lemmon Survey |
| 341898 | 2008 HJ51              | 29 d'abril de 2008     | Kitt Peak            | Spacewatch        |
| 341899 | 2008 HK53              | 29 d'abril de 2008     | Kitt Peak            | Spacewatch        |
| 341900 | 2008 HE54              | 29 d'abril de 2008     | Kitt Peak            | Spacewatch        |

## 341901-342000
| Nom    | Designació provisional | Data de descobriment  | Lloc de descobriment | Descobridor/s           |
| ------ | ---------------------- | --------------------- | -------------------- | ----------------------- |
| 341901 | 2008 HN55              | 29 d'abril de 2008    | Kitt Peak            | Spacewatch              |
| 341902 | 2008 HX59              | 27 d'abril de 2008    | Mount Lemmon         | Mt. Lemmon Survey       |
| 341903 | 2008 HP61              | 30 d'abril de 2008    | Mount Lemmon         | Mt. Lemmon Survey       |
| 341904 | 2008 HJ70              | 24 d'abril de 2008    | Kitt Peak            | Spacewatch              |
| 341905 | 2008 JQ6               | 2 de maig de 2008     | Kitt Peak            | Spacewatch              |
| 341906 | 2008 JC8               | 3 de maig de 2008     | Socorro              | LINEAR                  |
| 341907 | 2008 JF10              | 3 de maig de 2008     | Kitt Peak            | Spacewatch              |
| 341908 | 2008 JV13              | 6 de maig de 2008     | Mount Lemmon         | Mt. Lemmon Survey       |
| 341909 | 2008 JU16              | 3 de maig de 2008     | Mount Lemmon         | Mt. Lemmon Survey       |
| 341910 | 2008 JU20              | 9 de maig de 2008     | Grove Creek          | F. Tozzi                |
| 341911 | 2008 JB29              | 11 de maig de 2008    | Catalina             | CSS                     |
| 341912 | 2008 JA32              | 5 de maig de 2008     | Mount Lemmon         | Mt. Lemmon Survey       |
| 341913 | 2008 JZ32              | 8 de maig de 2008     | Mount Lemmon         | Mt. Lemmon Survey       |
| 341914 | 2008 KH1               | 26 de maig de 2008    | Kitt Peak            | Spacewatch              |
| 341915 | 2008 KA2               | 26 de maig de 2008    | Kitt Peak            | Spacewatch              |
| 341916 | 2008 KD2               | 26 de maig de 2008    | Kitt Peak            | Spacewatch              |
| 341917 | 2008 KV8               | 27 de maig de 2008    | Kitt Peak            | Spacewatch              |
| 341918 | 2008 KX17              | 2 de maig de 2008     | Kitt Peak            | Spacewatch              |
| 341919 | 2008 KD18              | 28 de maig de 2008    | Kitt Peak            | Spacewatch              |
| 341920 | 2008 KZ19              | 28 de maig de 2008    | Mount Lemmon         | Mt. Lemmon Survey       |
| 341921 | 2008 KB20              | 28 de maig de 2008    | Mount Lemmon         | Mt. Lemmon Survey       |
| 341922 | 2008 KH35              | 27 de maig de 2008    | Kitt Peak            | Spacewatch              |
| 341923 | 2008 KZ37              | 30 de maig de 2008    | Kitt Peak            | Spacewatch              |
| 341924 | 2008 KL40              | 31 de maig de 2008    | Grove Creek          | F. Tozzi                |
| 341925 | 2008 KD43              | 27 de maig de 2008    | Kitt Peak            | Spacewatch              |
| 341926 | 2008 LW                | 1 d'abril de 2008     | Kitt Peak            | Spacewatch              |
| 341927 | 2008 LF5               | 3 de juny de 2008     | Mount Lemmon         | Mt. Lemmon Survey       |
| 341928 | 2008 LZ5               | 3 de juny de 2008     | Kitt Peak            | Spacewatch              |
| 341929 | 2008 MC4               | 30 de juny de 2008    | Kitt Peak            | Spacewatch              |
| 341930 | 2008 NR2               | 10 de juliol de 2008  | La Sagra             | La Sagra                |
| 341931 | 2008 NH3               | 10 de juliol de 2008  | Crni Vrh             | Crni Vrh                |
| 341932 | 2008 OU                | 2 de juny de 2008     | Mount Lemmon         | Mt. Lemmon Survey       |
| 341933 | 2008 OZ2               | 28 de juliol de 2008  | Hibiscus             | S. F. Hoenig, N. Teamo  |
| 341934 | 2008 OK7               | 29 de juliol de 2008  | Mount Lemmon         | Mt. Lemmon Survey       |
| 341935 | 2008 OR8               | 28 de juliol de 2008  | Dauban               | F. Kugel                |
| 341936 | 2008 OD9               | 28 de juliol de 2008  | Hibiscus             | S. F. Hoenig, N. Teamo  |
| 341937 | 2008 OG9               | 29 de juliol de 2008  | La Sagra             | La Sagra                |
| 341938 | 2008 OT10              | 30 de juliol de 2008  | Calvin-Rehoboth      | L. A. Molnar            |
| 341939 | 2008 OE14              | 31 de juliol de 2008  | Socorro              | LINEAR                  |
| 341940 | 2008 OB18              | 30 de juliol de 2008  | Kitt Peak            | Spacewatch              |
| 341941 | 2008 OK24              | 30 de juliol de 2008  | Catalina             | CSS                     |
| 341942 | 2008 OV24              | 28 de juliol de 2008  | Siding Spring        | Siding Spring Survey    |
| 341943 | 2008 OG25              | 26 de juliol de 2008  | Siding Spring        | Siding Spring Survey    |
| 341944 | 2008 PC                | 1 d'agost de 2008     | Hibiscus             | S. F. Hoenig, N. Teamo  |
| 341945 | 2008 PE                | 1 d'agost de 2008     | Hibiscus             | S. F. Hoenig, N. Teamo  |
| 341946 | 2008 PW                | 1 d'agost de 2008     | Socorro              | LINEAR                  |
| 341947 | 2008 PC1               | 1 d'agost de 2008     | La Sagra             | La Sagra                |
| 341948 | 2008 PH2               | 2 d'agost de 2008     | La Sagra             | La Sagra                |
| 341949 | 2008 PD3               | 3 d'agost de 2008     | Dauban               | F. Kugel                |
| 341950 | 2008 PT4               | 4 d'agost de 2008     | Siding Spring        | Siding Spring Survey    |
| 341951 | 2008 PK5               | 5 d'agost de 2008     | La Sagra             | La Sagra                |
| 341952 | 2008 PY11              | 10 d'agost de 2008    | Pla D'Arguines       | R. Ferrando             |
| 341953 | 2008 PU15              | 11 d'agost de 2008    | Pla D'Arguines       | R. Ferrando             |
| 341954 | 2008 PS19              | 7 d'agost de 2008     | Kitt Peak            | Spacewatch              |
| 341955 | 2008 PH20              | 5 d'agost de 2008     | Siding Spring        | Siding Spring Survey    |
| 341956 | 2008 PQ20              | 3 d'agost de 2008     | Siding Spring        | Siding Spring Survey    |
| 341957 | 2008 PV20              | 6 d'agost de 2008     | Siding Spring        | Siding Spring Survey    |
| 341958 | 2008 PW21              | 3 d'agost de 2008     | Eygalayes            | P. Sogorb               |
| 341959 | 2008 QM                | 21 d'agost de 2008    | Piszkesteto          | K. Sarneczky            |
| 341960 | 2008 QJ1               | 23 d'agost de 2008    | La Sagra             | La Sagra                |
| 341961 | 2008 QL1               | 23 d'agost de 2008    | La Sagra             | La Sagra                |
| 341962 | 2008 QU1               | 24 d'agost de 2008    | La Sagra             | La Sagra                |
| 341963 | 2008 QX1               | 24 d'agost de 2008    | La Sagra             | La Sagra                |
| 341964 | 2008 QU6               | 21 d'agost de 2008    | Kitt Peak            | Spacewatch              |
| 341965 | 2008 QV6               | 21 d'agost de 2008    | Kitt Peak            | Spacewatch              |
| 341966 | 2008 QS10              | 26 d'agost de 2008    | La Sagra             | La Sagra                |
| 341967 | 2008 QW13              | 30 de gener de 2006   | Kitt Peak            | Spacewatch              |
| 341968 | 2008 QH14              | 21 d'agost de 2008    | Kitt Peak            | Spacewatch              |
| 341969 | 2008 QT15              | 28 d'agost de 2008    | Dauban               | F. Kugel                |
| 341970 | 2008 QA16              | 21 d'agost de 2008    | Kitt Peak            | Spacewatch              |
| 341971 | 2008 QN17              | 27 d'agost de 2008    | La Sagra             | La Sagra                |
| 341972 | 2008 QO20              | 25 d'agost de 2008    | Socorro              | LINEAR                  |
| 341973 | 2008 QO26              | 29 d'agost de 2008    | La Sagra             | La Sagra                |
| 341974 | 2008 QZ30              | 30 d'agost de 2008    | Socorro              | LINEAR                  |
| 341975 | 2008 QV36              | 21 d'agost de 2008    | Kitt Peak            | Spacewatch              |
| 341976 | 2008 QD37              | 21 d'agost de 2008    | Kitt Peak            | Spacewatch              |
| 341977 | 2008 QC38              | 23 d'agost de 2008    | Kitt Peak            | Spacewatch              |
| 341978 | 2008 QU38              | 24 d'agost de 2008    | Kitt Peak            | Spacewatch              |
| 341979 | 2008 QF39              | 24 d'agost de 2008    | Kitt Peak            | Spacewatch              |
| 341980 | 2008 QZ39              | 26 d'agost de 2008    | La Sagra             | La Sagra                |
| 341981 | 2008 QF40              | 27 d'agost de 2008    | La Sagra             | La Sagra                |
| 341982 | 2008 QR40              | 24 d'agost de 2008    | Kitt Peak            | Spacewatch              |
| 341983 | 2008 QV40              | 24 d'agost de 2008    | Kitt Peak            | Spacewatch              |
| 341984 | 2008 QP44              | 23 d'agost de 2008    | Kitt Peak            | Spacewatch              |
| 341985 | 2008 QT45              | 24 d'agost de 2008    | Socorro              | LINEAR                  |
| 341986 | 2008 QS46              | 26 d'agost de 2008    | Socorro              | LINEAR                  |
| 341987 | 2008 QG47              | 23 d'agost de 2008    | Socorro              | LINEAR                  |
| 341988 | 2008 QH47              | 24 d'agost de 2008    | Kitt Peak            | Spacewatch              |
| 341989 | 2008 RL2               | 2 de setembre de 2008 | Kitt Peak            | Spacewatch              |
| 341990 | 2008 RT2               | 2 de setembre de 2008 | Kitt Peak            | Spacewatch              |
| 341991 | 2008 RB4               | 2 de setembre de 2008 | Kitt Peak            | Spacewatch              |
| 341992 | 2008 RE9               | 3 de setembre de 2008 | Kitt Peak            | Spacewatch              |
| 341993 | 2008 RP10              | 3 de setembre de 2008 | Kitt Peak            | Spacewatch              |
| 341994 | 2008 RP16              | 4 de setembre de 2008 | Kitt Peak            | Spacewatch              |
| 341995 | 2008 RA21              | 4 de setembre de 2008 | Kitt Peak            | Spacewatch              |
| 341996 | 2008 RH21              | 4 de setembre de 2008 | Kitt Peak            | Spacewatch              |
| 341997 | 2008 RO22              | 3 de setembre de 2008 | La Sagra             | La Sagra                |
| 341998 | 2008 RC24              | 5 de setembre de 2008 | Socorro              | LINEAR                  |
| 341999 | 2008 RT25              | 5 de setembre de 2008 | Needville            | J. Dellinger, C. Sexton |
| 342000 | 2008 RV26              | 2 de setembre de 2008 | Altschwendt          | W. Ries                 |